# Irlanda
A Irlanda (em irlandês:  Éire; [ˈeːɾʲə] (escutarⓘ) e em inglês:  Ireland [ˈaɪərlənd], localmente: [ˈaːɹlənd] ou [ˈaɪɹlənd]), por vezes chamada (de maneira não oficial, para diferenciá-la da ilha de mesmo nome, que divide com a Irlanda do Norte) República da Irlanda (em irlandês:  Poblacht na hÉireann e em inglês:  Republic of Ireland) ou então Eire, é um estado soberano da Europa que ocupa cerca de cinco sextos da ilha homônima. É uma república constitucional governada como uma democracia parlamentar, com um presidente eleito para servir como chefe de Estado. Considerada um país desenvolvido, a Irlanda tem o terceiro maior Índice de Desenvolvimento Humano (IDH) do mundo, além de ótimas classificações em índices que medem o grau de democracia e liberdades como a de imprensa, econômica e política. Além da União Europeia (UE), a Irlanda também é membro do Conselho da Europa, da Organização para a Cooperação e Desenvolvimento Econômico (OCDE), da Organização Mundial do Comércio (OMC) e da Organização das Nações Unidas (ONU). Sua capital é Dublin e a população do país é estimada em 4,8 milhões de habitantes.
O Estado moderno irlandês foi fundado em 1922 como o Estado Livre Irlandês, um domínio dentro do Império Britânico, na sequência do Tratado Anglo-Irlandês que pôs fim à Guerra de Independência da Irlanda. A partição da Irlanda já havia sido prevista na legislação britânica anterior a 1921, como forma de resposta à oposição irlandesa ao Home Rule britânico ou aos movimentos de independência de unionistas, que formaram uma maioria na parte nordeste do país. Seis dos nove condados da província nortista do Ulster foram então estabelecidos como a Irlanda do Norte, uma parte do Reino Unido, com o qual o Estado irlandês divide a sua única fronteira terrestre. A Irlanda é cercada pelo Oceano Atlântico, com o mar Céltico ao sul, o Canal de São Jorge a sudeste e o Mar da Irlanda a leste.
Em 1801, os reinos da Irlanda e da Grã-Bretanha, anteriormente em uma união pessoal, foram unidos para formar o Reino Unido da Grã-Bretanha e Irlanda. Após uma revolta fracassada em 1916, em 1919 os parlamentares nacionalistas irlandeses apoiaram a criação da República Irlandesa e formaram um parlamento separatista, enquanto o Exército Republicano Irlandês lançou uma guerra de guerrilha para realizar a independência. O Tratado Anglo-Irlandês de 1922 concluiu essa guerra e estabeleceu o Estado Livre da Irlanda como um domínio de auto-governado dentro da Commonwealth britânica. A Irlanda do Norte optou por permanecer como parte do Reino Unido. O estado independente aumentou a sua soberania através do Estatuto de Westminster, em 1931, e com a crise de abdicação de 1936. Uma nova constituição, em 1937, declarou um Estado soberano chamado Irlanda (Éire). O Ato da República da Irlanda proclamou a Irlanda como uma república em 1949, removendo os direitos remanescentes dos monarcas. O país, consequentemente, retirou-se da Commonwealth britânica.
Apesar de atualmente estar entre os países mais ricos do mundo em termos de PIB per capita, a Irlanda foi uma das nações mais pobres na Europa enquanto esteve sob domínio do Reino Unido e durante décadas após a sua independência. O protecionismo econômico foi desmantelado no final dos anos 1950 e a Irlanda aderiu à Comunidade Econômica Europeia em 1973. O liberalismo econômico a partir do final dos anos 1980 em diante resultou em uma rápida expansão da economia do país, particularmente de 1995 a 2007, o que ficou conhecido como o período do Tigre Celta. Uma crise financeira sem precedentes, a partir de 2008, prejudicou esta era de rápido crescimento econômico; porém, a partir de 2012, a economia irlandesa voltou a crescer e, em 2017, a Irlanda cresceu três vezes mais que qualquer outro país europeu.

## Etimologia
O artigo 4.º da Constituição irlandesa, que foi adotada em 1937, declara que "o nome do estado é Éire, ou, no idioma inglês, Ireland". Para todos os fins oficiais, inclusive nos tratados internacionais e em outros documentos legais, onde a linguagem dos documentos é o inglês, o governo irlandês usa o nome Ireland. O mesmo é utilizado em relação ao nome Éire nos documentos escritos em gaélico. As Instituições da União Europeia seguem a mesma prática. Desde que a língua irlandesa se tornou uma das línguas oficiais da UE, em 1 de janeiro de 2007, o nome das chapas que identificam os membros representantes do Estado irlandês durante as reuniões da UE, têm escrito Éire — Ireland, tal como é feito nos passaportes irlandeses.
Desde 1949, o Acto da República da Irlanda, tem o nome de República da Irlanda como designação oficial para o Estado. A lei destinava-se principalmente a declarar que a Irlanda era uma república em vez de uma monarquia constitucional. Previa-se a designação oficial passar a ser o seu nome oficial, mas isso não aconteceu. Em 1989, o Supremo Tribunal de Justiça irlandês rejeitou um mandado de extradição do uso de República da Irlanda. Nas palavras do Presidente do Tribunal, Sir Nicholas Walsh, "se os tribunais de outros países que procuram a ajuda deste país não estão dispostos a dar esse Estado constitucional, em corrigir o seu nome reconhecido internacionalmente, devem, em seguida, na minha opinião, os mandados serem devolvidos a esses países, até eles serem corrigidos".
O que é agora Irlanda tem sido conhecida por uma série de outros nomes, de todos os que ainda são utilizados, por vezes, de forma oficiosa. Toda a ilha da Irlanda foi, unilateralmente, proclamada uma república independente pelos rebeldes em 1916, e denominada como o República da Irlanda (em irlandês: Poblacht na hÉireann, posteriormente Saorstát Éireann). Na sequência da eleição geral de 1918, a proclamação foi ratificada pelos deputados do seu primeiro Parlamento. Entre 1921 e 1922, quando o governo britânico legislou estabelecer o que é hoje a Irlanda, como uma região autónoma do Reino Unido, foi chamado Irlanda do Sul. Na sequência do Tratado Anglo-Irlandês, a partir de 1922 e até 1937, como um domínio da Comunidade Britânica das Nações, que foi denominado como Estado Livre Irlandês (em irlandês: Saorstát Éireann). Esse nome foi abolido com a aprovação da actual Constituição irlandesa. Outros nomes, tais como o Estado Livre, Vinte e seis condados do Sul e O Sul (um nome frequentemente usado por pessoas da Irlanda do Norte) também são frequentemente utilizados.
A Escócia leva o nome de "Scotus", termo latino que significa "irlandês" (a forma plural é "Scoti"). Refere-se aos colonizadores gaélicos da Irlanda, um país que os romanos inicialmente chamaram de "Scotia" (forma derivada de "Scotus"). Os irlandeses que colonizaram a Escócia atual eram conhecidos como "escoceses". Os romanos da fase do baixo império usavam o nome "Caledonia" para se referir à Escócia atual.

## História

### Pré-história e Idade Antiga

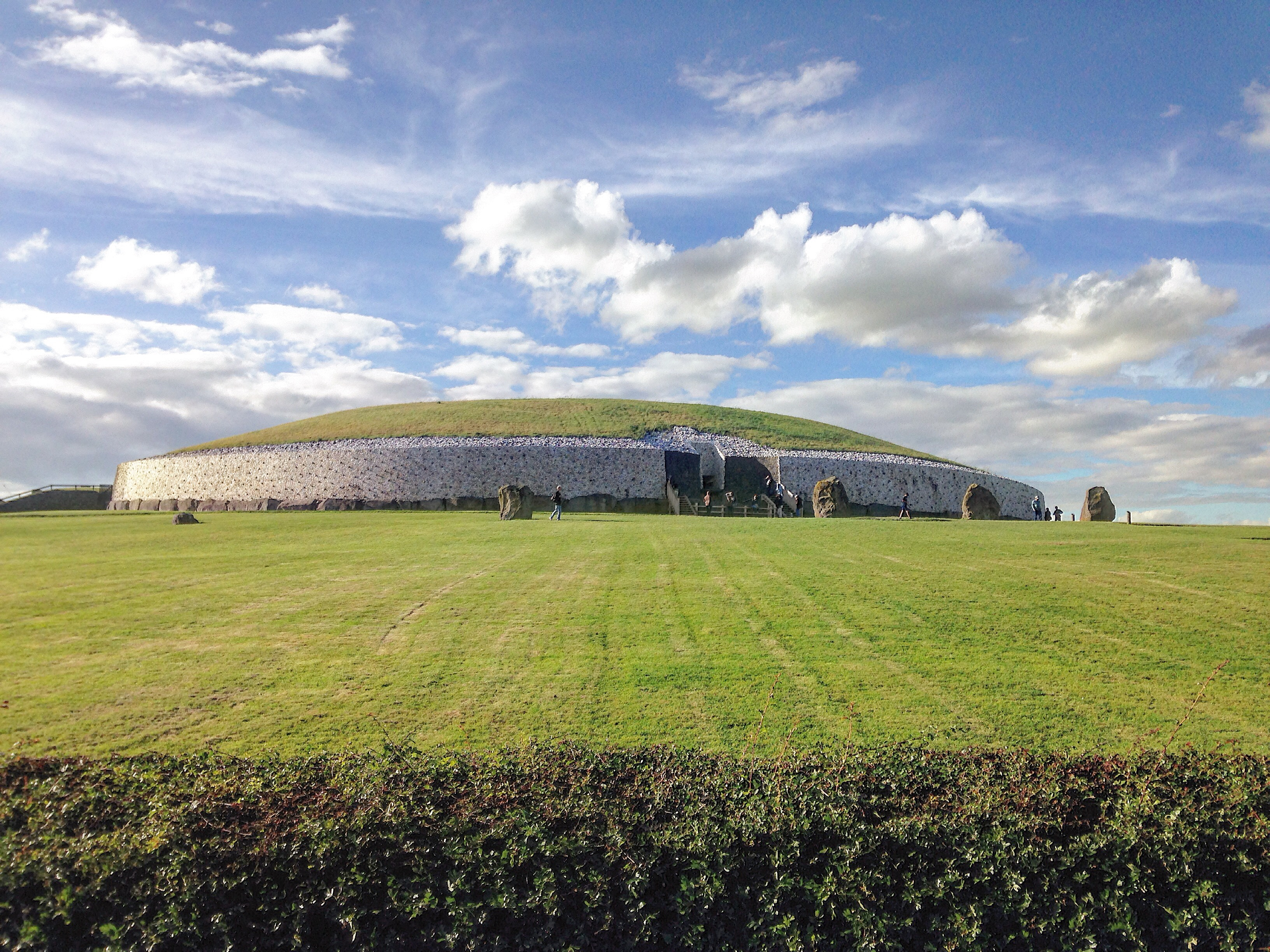
Newgrange, tumba do Conjunto Arqueológico do Vale do Boyne construída em 3200 a.C.

O primeiro assentamento conhecido na Irlanda surgiu por volta de 8000 a.C., quando os caçadores-coletores chegaram da Europa continental, provavelmente através de uma ponte terrestre. Os primeiros celtas chegaram por volta de 1600 a.C., data de fundação da Irlanda Céltica. Politicamente, os celtas dividiram a Irlanda em quatro províncias: Leinster, Munster, Ulster e Connacht. Antes de sua chegada, as unidades básicas da sociedade irlandesa eram os Tuatha, ou pequenos reinos, cada um dos quais era bastante pequeno, aproximadamente 150 tuathas para uma população de menos de 500 000 pessoas. Todo o território era governado por um monarca chamado Grande Rei da Irlanda.
A lista tradicional daqueles nomeados com o título de "Rei Supremo da Irlanda" data de milhares de anos, desde meados do II milênio a.C., embora as primeiras partes da lista sejam bastante míticas. Não há certeza em que ponto da lista começa a se referir a indivíduos históricos e também em que ponto esses indivíduos podem ser chamados de "Rei Supremo", no sentido subsequente da palavra. Essa estrutura social foi adaptada ao estilo de vida celta, sempre predisposto a se organizar em unidades tribais relativamente pequenas e autônomas. Os Anais dos Quatro Mestres (em irlandês, Annala Rioghachta Éireann) são uma crônica da história da Irlanda. As entradas abrangem datas entre 2242 a.C. e 1616 d.C., embora se acredite que as primeiras entradas se refiram a datas em torno de 550 a.C.. Eles são uma compilação de anais anteriores, embora existam alguns trabalhos originais. Eles foram coletados entre 1632 e 1636 no mosteiro franciscano do condado de Donegal.
Beltane ou Bealtaine (em irlandês Buenfuego) era um feriado irlandês antigo comemorado em 1º de maio. Para os celtas, Beltane marcava o início da temporada de verão pastoral, quando rebanhos de gado eram levados para pastagens de verão e para montanhas. No irlandês moderno, Mi na Bealtaine (mês de Bealtaine) é o nome do mês de maio. Muitas vezes, o nome do mês é abreviado como Bealtaine, conhecendo o feriado como Lá Bealtaine. Uma das principais atividades do feriado foi acender fogueiras nas montanhas e colinas com significado político e ritual em Oidhche Bhealtaine (véspera de Bealtaine). Em irlandês escocês moderno, utilizado sozinho Lá Bealtaine Buidhe (amarelo dia Bealltain) para descrever o primeiro dia de maio. San Patricio (384–461), um arcebispo e missionário de Scotland, mudou-se para a Irlanda para converter os habitantes ao cristianismo. Inicialmente, ele conseguiu fazer conversões importantes nas famílias reais e, através das escolas monásticas, introduziu a palavra escrita (em latim). Com a morte de St. Patrick, a elite irlandesa já era instruída e registrou sua história por escrito. A Irlanda se tornou quase exclusivamente cristã e um centro de estudos e cultura, mas a maior parte desse legado foi destruído durante os ataques vikings dos séculos IX e X.

### Idade Média e Moderna

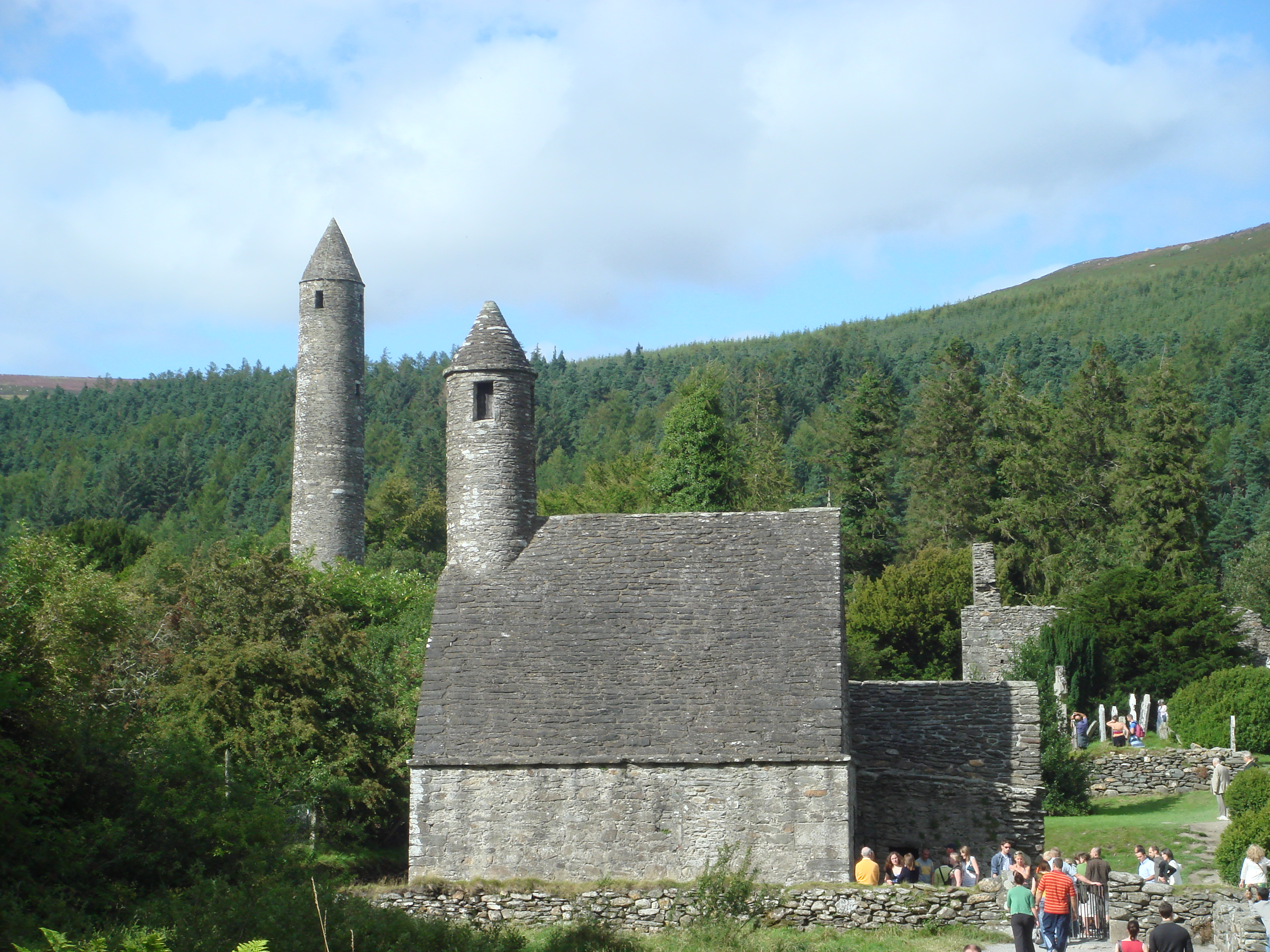
Monastério de Glendalough, estabelecido por San Kevin no século VI.

Em torno de 800, mais de um século de invasões viquingues trouxeram o caos sobre à cultura monástica e às várias dinastias regionais da ilha, no entanto ambas as instituições provaram-se fortes o suficiente para sobreviver e assimilar os invasores. A vinda de mercenários cambro-normandos sob o controle de Richard de Clare, apelidado de Strongbow, em 1169 marcou o início de mais de 700 anos de domínio inglês, e, mais tarde, britânico da Irlanda. Em 1177, o príncipe João Sem Terra foi feito Senhorio da Irlanda por seu pai Henrique II da Inglaterra, no Conselho de Oxford.
A Coroa não tentou afirmar o controle total da ilha até o repúdio de Henrique VIII à autoridade papal sobre Igreja da Inglaterra e a subsequente Reforma Inglesa, que não vingou na Irlanda. Dúvidas sobre a lealdade dos vassalos irlandeses deram o impulso inicial para uma série de campanhas militares na Irlanda entre 1534 e 1691. Este período também foi marcado por uma política de plantação da Coroa que levou à chegada de milhares de colonos protestantes ingleses e escoceses e o consequente deslocamento do plantio dos então proprietários católicos. Como a derrota militar e política da Irlanda Gaélica tornou-se mais pronunciada no início do século XVII, o papel da religião como um novo elemento de divisão na Irlanda tornou-se mais evidente. A partir deste período, o conflito sectário se tornou um tema recorrente na história da Irlanda.
A derrubada, em 1614, da maioria católica no parlamento irlandês foi realizada principalmente através da criação de inúmeros novos bairros, que foram dominados pelos novos colonos. Até o final do século XVII, os católicos romanos, que representavam cerca de 85% da população da Irlanda, foram banidos do parlamento irlandês. O poder político repousava inteiramente nas mãos de uma minoria anglicana, enquanto os católicos e membros de denominações protestantes dissidentes sofreram graves privações políticas e econômicas nas mãos das Leis Penais.

### Século XIX
O parlamento irlandês foi dissolvido em 1801, na esteira da republicana Rebelião Irlandesa de 1798, e a Irlanda tornou-se parte integrante do novo Reino Unido da Grã-Bretanha e Irlanda através do Ato de União. Embora prometida a revogação do Ato de Prova, aos católicos não foram garantidos plenos direitos até a Emancipação Católica ser atingida em todo o novo Reino Unido em 1829.

#### Grande Fome

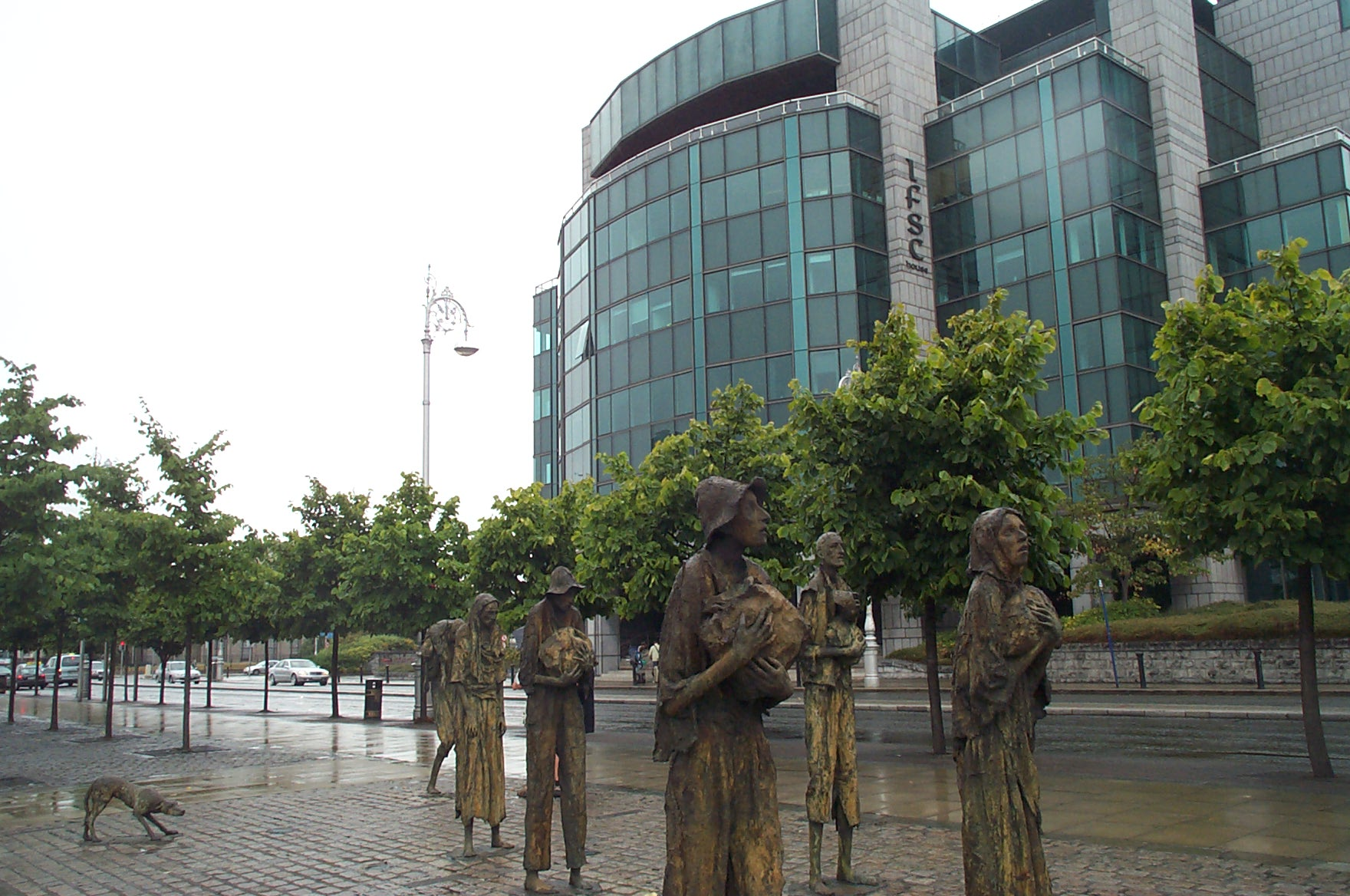
Escultura em Dublin em homenagem às vítimas da grande fome de 1845–1849 na Irlanda.

Gráfico mostrando a diferença crescimento das populações da Europa e da Irlanda a partir de 1750 até 2005.

A grande fome de 1845–1849 na Irlanda foi um período de fome, doenças e emigração em massa entre 1845 e uma data variável entre 1849 e 1852, em que a população da Irlanda se reduziu entre 20 e 25 por cento. A fome provocou a morte a cerca de um milhão de pessoas e forçou mais de um milhão a emigrar da ilha principalmente para os Estados Unidos e o Canadá.
A causa mais próxima da fome foi uma doença provocada pelo oomiceto Phytophthora infestans, que contaminou em larguíssima escala as batatas em toda a Europa durante a década de 1840. Apesar de a Europa inteira ter sido atingida, um terço de toda a população da Irlanda dependia unicamente de batatas para sobreviver, e o problema foi exacerbado por vários fatores ligados à situação política, social e econômica que ainda são matéria de debate na comunidade acadêmica.
A fome foi um choque social na história da Irlanda: os efeitos alteraram para sempre o plano demográfico, político e cultural irlandês. Entrou para a memória popular, sendo desde então um dos pontos mais lembrados pelos movimentos nacionalistas irlandeses. A história da Irlanda geralmente é dividida entre os períodos "pré-fome" e "pós-fome". A grande fome é também recordada como a maior catástrofe demográfica a atingir a Europa entre a Guerra dos Trinta Anos e a Primeira Guerra Mundial, com um excesso de mais de um milhão de mortes na Irlanda em relação ao expectável se não tivesse existido.
A fome foi responsável por um aumento significativo da emigração da Irlanda, entre 45% e 85%, dependendo do ano e do condado, mas não foi a única causa. Não foi esta sequer a época em que a emigração em massa da Irlanda começou. A emigração pode ser datada de meados do século XVIII, quando um quarto de milhão de pessoas deixou a Irlanda em direção ao Novo Mundo, por um período de 50 anos. Da derrota de Napoleão até ao inicio da fome, um período de 30 anos, "pelo menos 1 000 000, possivelmente 1 500 000, emigraram". Porém, na pior parte da fome, a emigração atingiu cerca de 250 000 em apenas um ano, com a maioria dos emigrantes saindo da Irlanda Ocidental.

### Século XX
A Irlanda é o sucessor do Estado Livre Irlandês. Este domínio foi constituído quando toda a ilha da Irlanda se separou do Reino Unido da Grã-Bretanha e Irlanda em 6 de dezembro de 1922. No entanto, no dia seguinte, o Parlamento da Irlanda do Norte exerceu o seu direito ao abrigo do Tratado Anglo-Irlandês, e optou por voltar a pertencer ao Reino Unido. Esta acção, conhecida como a Partição da Irlanda, seguiu-se a quatro tentativas para introduzir o governo autónomo de toda a ilha da Irlanda (em 1886, 1893, 1914 e 1920). O Estado Livre Irlandês foi abolido quando a Irlanda foi formalmente criada em 29 de dezembro de 1937, o dia em que a sua Constituição entrou em vigor.
A independência Irlandesa da Grã-Bretanha em 1922 foi precedida pela Guerra de Independência da Irlanda e pela Revolta da Páscoa de 1916, quando voluntários irlandeses e membros do Exército Civil Irlandês tomaram o controlo de lugares em Dublin e Galway sob os termos expressos na Proclamação da República da Irlanda. Os sete signatários desta proclamação, Patrick Pearse, Thomas MacDonagh, Clarke Thomas, Sean MacDiarmada, Joseph Plunkett, Eamonn Ceannt e James Connolly, foram executados, juntamente com outras nove pessoas, e milhares foram internados, precipitando a Guerra de Independência da Irlanda.

#### EstatutoHome Rule

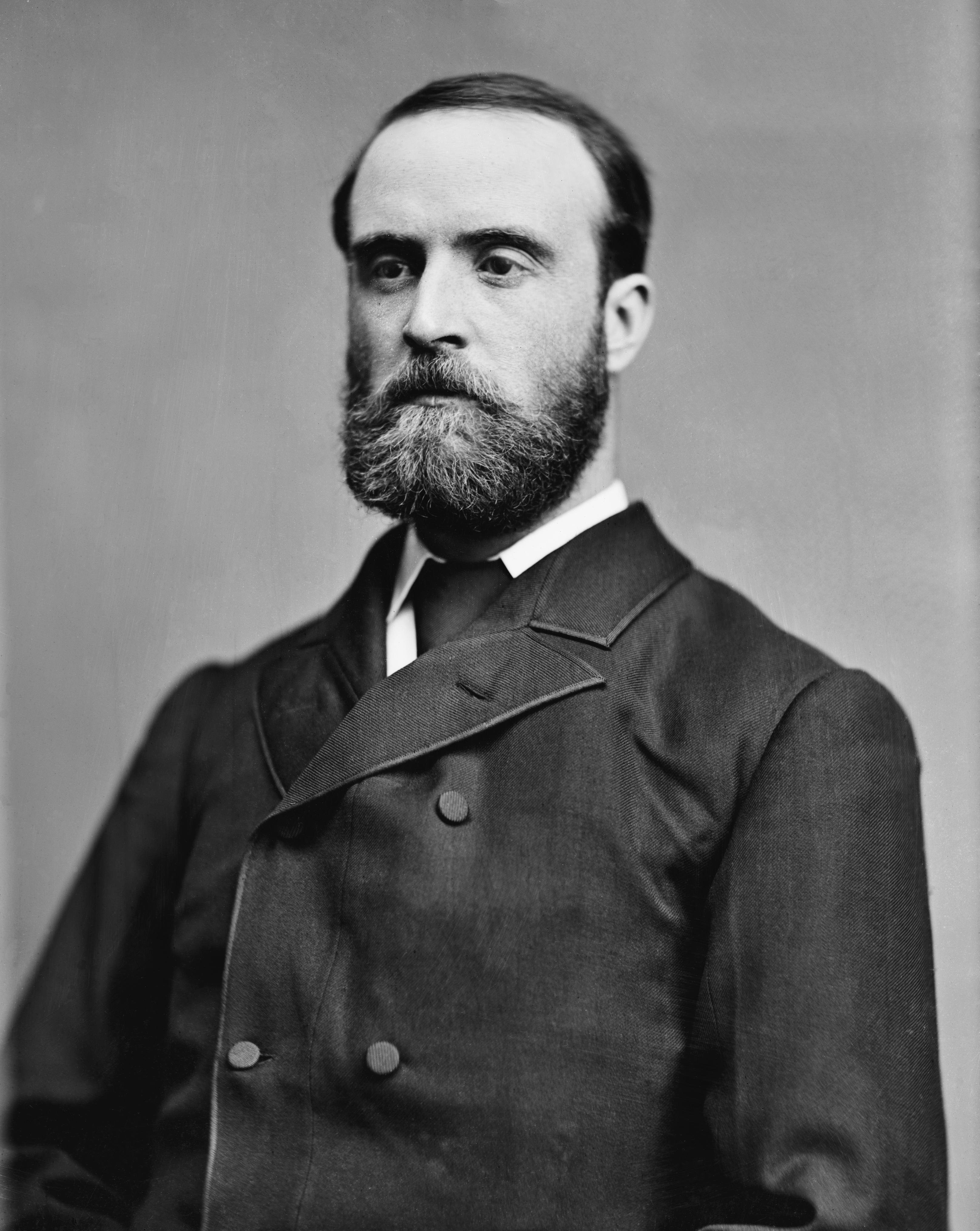
O Partido Parlamentar Irlandês foi fundado em 1882 por Charles Stewart Parnell (1846–1891).

A partir do Acto da União em 1 de Janeiro de 1801, e até 6 de Dezembro de 1922, a Irlanda fez parte do Reino Unido da Grã-Bretanha e Irlanda. Durante a Grande Fome, de 1845 a 1849, a população da ilha, que contava com oito milhões de habitantes, caiu 30 por cento. Sob domínio britânico, um milhão de irlandeses morreram de inanição e outro milhão e meio emigraram, opção que definiu o padrão de emigração para o século que se seguia e teria como resultado um declínio constante da população até à década de 1960. A partir de 1874, mas especialmente a partir de 1880, no mandato de Charles Stewart Parnell, o Partido Parlamentar Irlandês alcançou proeminência através de generalizada agitação agrária que ganhou reformas agrárias para inquilinos e com as suas tentativas de ganhar a aprovação de duas propostas de lei (Home Rule Bills), que teriam concedido à Irlanda limitada autonomia nacional dentro do Reino Unido. Estes, no entanto, levaram as "camadas populares" a controlar os assuntos nacionais sob Acto do Governo da Irlanda de 1898, anteriormente nas mãos de grande júris dominados por proprietários de terras.
O Home Rule parecia certo, em 1911, quando a Câmara dos Lordes perderam o seu veto e John Redmond garantiu o terceiro lugar no Ato do Governo da Irlanda de 1914. O Movimento Unionista, no entanto, tinha vindo a crescer desde 1886 entre os irlandeses protestantes, após a introdução do projecto de uma Casa de Governo, temendo que eles enfrentassem discriminação e perder privilégios económicos e sociais se irlandeses católicos fossem realizar uma verdadeira força política. Embora o sindicalismo irlandês existisse em toda a Irlanda, ainda no final do século XIX e início do século XX, o sindicalismo foi particularmente forte em partes de Ulster, onde a industrialização foi mais comum em contraste com a maioria agrária do resto da ilha. Além disso, a população protestante localizava-se principalmente em Ulster, com maiorias sindicalistas existentes em cerca de quatro condados.

#### Revolução

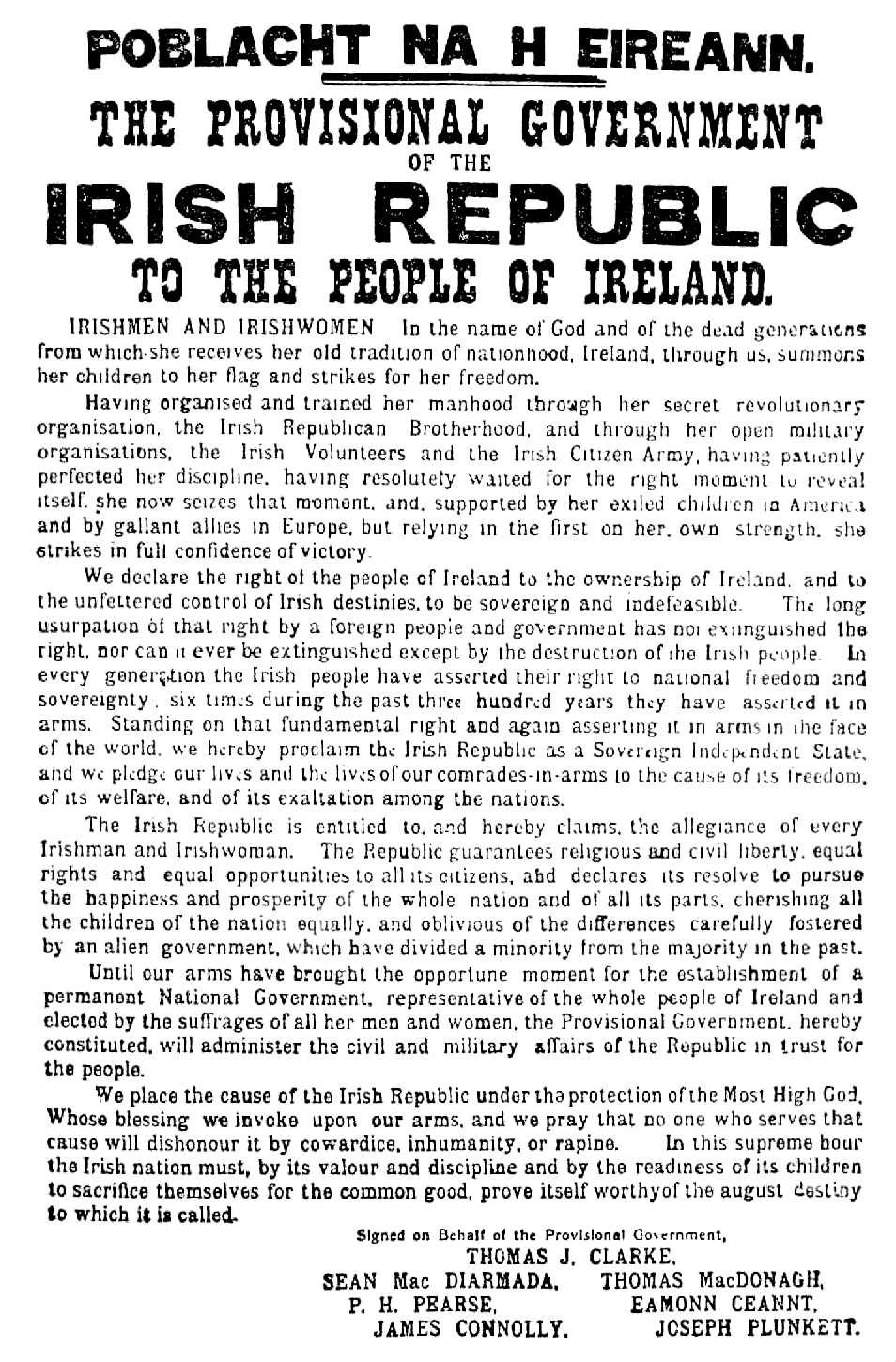
Proclamação da República Irlandesa, 1916.

Sob a liderança de Dublin, Sir Edward Carson do Partido Unionista Irlandês e os habitantes do Norte, apoiados por Sir James Craig do Partido Unionista de Ulster, tornaram-se fortemente militantes, a fim de se oporem à Coerção de Ulster. Depois do Artigo Principal que passou no Parlamento em Maio de 1914, para evitar a rebelião com Ulster, o Primeiro-Ministro britânico H. H. Asquith, introduziu uma regra ratificativa, relutantemente, admitindo a liderança por parte da Irlanda, que prevê a exclusão temporária do Ulster, a partir do funcionamento por um período experimental de seis anos, como ainda indecisos com o novo conjunto de medidas a adoptar para a área. Apesar de ter recebido o Royal Assent e de ser colocado sobre o estatuto, o terceiro Acto do Governo Irlandês de 1914, foi suspenso até depois da Primeira Guerra Mundial. Para assegurar a aplicação da lei no final da guerra, Redmond e os seus voluntários irlandeses apoiaram os Aliados na Primeira Guerra Mundial, juntando 175 000 membros do regimento irlandês à 10.ª e à 16.ª Divisão Irlandesa do Reino Unido, enquanto que os Unionistas ingressaram na 36.ª Divisão de Ulster do Novo Exército Britânico.
Em Janeiro de 1919, após as eleições gerais de 1918, 73 dos 106 membros eleitos para o Parlamento eram do Sinn Féin, que se recusou a tomar os seus lugares na Câmara dos Comuns, no Reino Unido. Em vez disso, eles criaram um Parlamento irlandês chamado Dáil Éireann. Este, emitiu em Janeiro de 1919, uma Declaração de Independência e proclamaram a República da Irlanda. A declaração foi principalmente uma reafirmação da Proclamação de 1916, com a disposição adicional que a Irlanda não era mais um território pertencente ao Reino Unido. A nova República da Irlanda só foi reconhecida internacionalmente pela República Socialista Federativa Soviética Russa. A República do Aireacht (ministério) enviou uma delegação ao abrigo do ceann Comhairle Seán T. O'Kelly para a Conferência de Paz de Paris de 1919, mas não foi admitido.

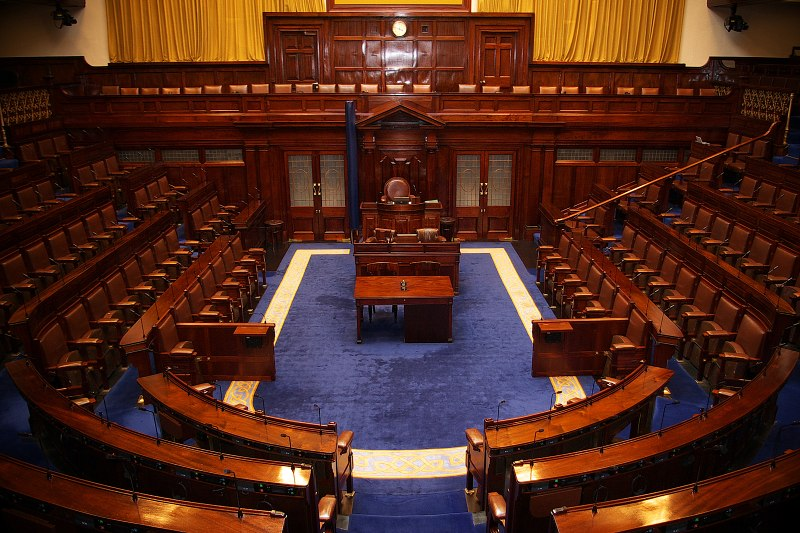
Em 1922 um novo parlamento chamado Oireachtas foi estabelecido, que posteriormente se transformou na Dáil Éireann, a câmara baixa do parlamento irlandês.

Após lutarem amargamente na Guerra da Independência e, após terem sido dominados em Julho de 1921, representantes do governo britânico e delegados irlandeses para o Tratado, liderados por Arthur Griffith, Robert Barton e Michael Collins, negociaram o Tratado Anglo-Irlandês, em Londres, de 11 de Outubro a 6 de Dezembro de 1921. Os delegados irlandeses criaram uma sede em Hans Place, em Knightsbridge, e ali estiveram reunidos em privado até que às 11h15 da manhã do dia 5 de Dezembro, tomaram a decisão de recomendar o Tratado ao Dáil Éireann. De acordo com o Tratado, os britânicos concordaram com a criação de um Estado independente irlandês, através do qual o Estado Livre Irlandês tinha o estatuto de domínio. Segundo o Segundo Dáil Éireann, o tratado foi restritivamente ratificado.
O Tratado não era inteiramente satisfatório para ambos os lados. Deu mais concessões para os irlandeses do que os britânicos tinham intenção de dar, mas não foi suficientemente longe para satisfazer as aspirações republicanas. O novo Estado Livre Irlandês, em teoria, cobria toda a ilha, sujeita à condição de que os seis condados do nordeste, denominados "Irlanda do Norte", que tinha sido criado em 1920, poderia optar por sair e escolher permanecer parte integrante do Reino Unido, o que eles fizeram. Os restantes vinte e seis condados (originalmente "Irlanda do Sul", no âmbito da Lei) tornou-se o Estado Livre Irlandês, uma monarquia constitucional sobre a qual o monarca britânico reinava (a partir de 1927 com o título Rei da Irlanda). Ele tinha um Governador-Geral, uma Parlamento bicameral, um gabinete chamado de "Conselho Executivo" e um primeiro-ministro, chamado Presidente do Conselho Executivo.

#### Guerra Civil

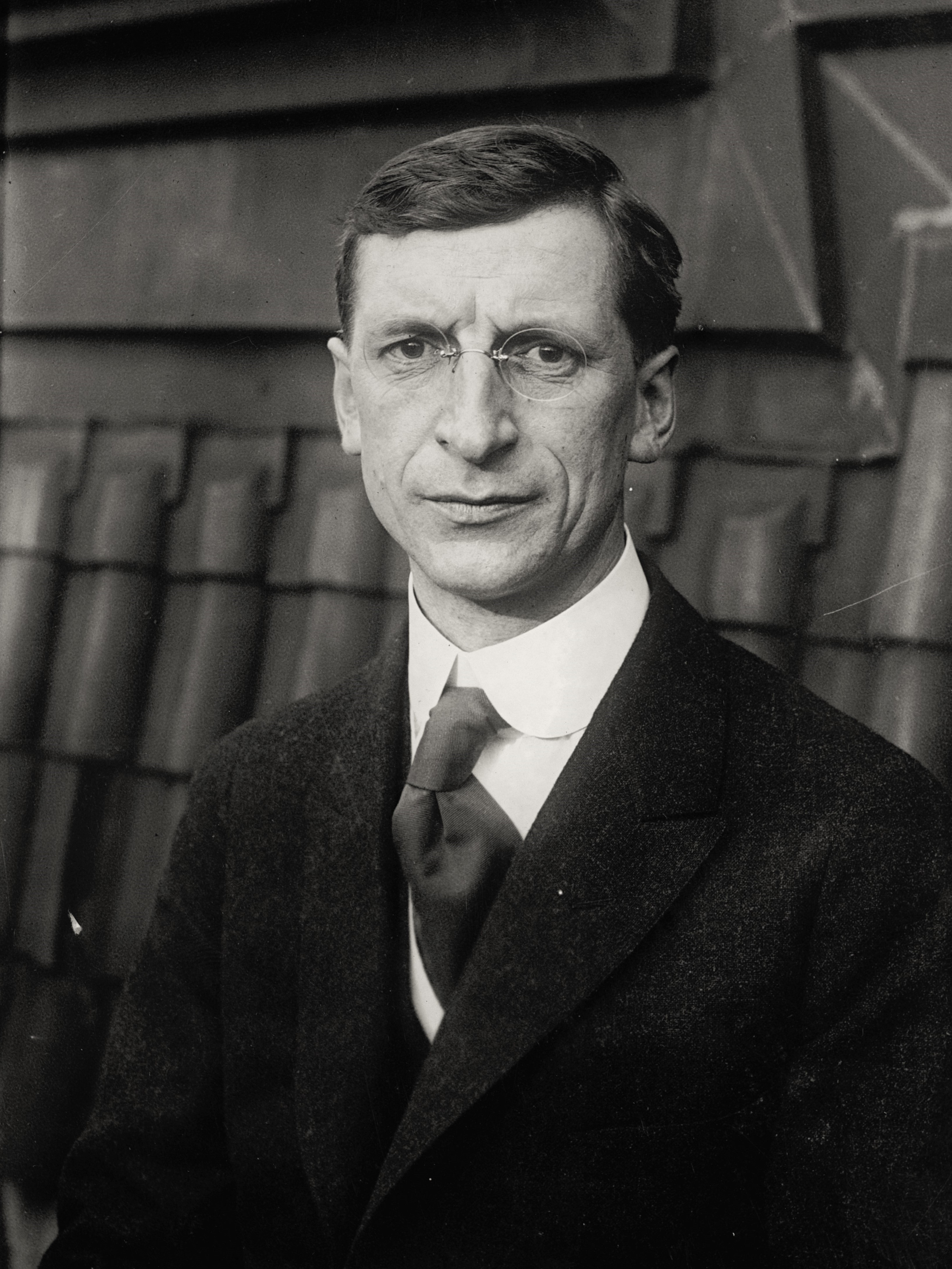
Éamon de Valera (1882–1975).

A Guerra Civil Irlandesa foi uma consequência directa da criação do Estado Livre Irlandês. As forças do AntiTratado, lideradas por Éamon de Valera, opôs-se ao facto de que a aceitação do Tratado abolir a República da Irlanda, para o qual tinham jurar lealdade em 1919, argumentando apoio público para a resolução de que as "pessoas que não têm o direito de fazer errado". A maior parte opõe-se ao facto de que o Estado continue a fazer parte da Comunidade Britânica de Nações e que o Teachtaí Dala (membros da legislatura) terem de jurar um juramento de fidelidade a Jorge V do Reino Unido e seus sucessores. As forças Pro-Tratado, lideradas por Michael Collins, defendeu que o Tratado deu "não a derradeira liberdade que todos aspiram para desenvolver a Nação, mas a liberdade para alcançá-la".
No início da guerra, o Exército Republicano Irlandês (IRA) dividiu-se em dois campos opostos: uma pró-IRA e outra antiIRA. O pró-IRA (que apoiava o Tratado) dissolveu-se e ingressou na Exército Irlandês. No entanto, graças à falta de uma estrutura de comando eficaz, o antiIRA (que não apoiava o Tratado), e as suas tácticas defensivas durante toda a guerra, Michael Collins e a sua Força pró-Tratado, foram capazes de criar um exército com muitas dezenas de milhares de veteranos da Primeira Guerra Mundial, a partir de 1922, que dissolveu o regimento irlandês do Exército britânico, capaz de "esmagar" os antiTratado. Suprimentos britânicos de artilharia, aviões, máquinas-metralhadoras e munições, impulsionaram as forças pró-tratado, e a ameaça de um regresso às forças da Coroa pro parte do Estado Livre, foram dissipadas. A falta de apoio público para as forças antiTratado (muitas vezes chamadas de Irregulares) e da determinação do Governo para superar essas forças, contribuiu significativamente para a sua derrota. A destruição causada pela guerra causou prejuízos económicos consideráveis para o Estado Livre nos primórdios da sua existência, e os Unionistas da Irlanda do Norte endureceram-se em distanciar-se do Estado Livre.

#### Constituição de 1937
Em 29 de dezembro de 1937, uma nova Constituição, a Constituição da República da Irlanda (em irlandês: Bunreacht na hÉireann), entrou em vigor. Ela substituiu a Constituição do Estado Livre Irlandês e criaram um novo estado chamado simplesmente "Éire", ou, no idioma inglês, "Ireland". O antigo Governo do Estado Livre tomou medidas para abolir formalmente o Gabinete de Governador-Geral, alguns meses antes da nova Constituição entrar em vigor. Apesar da Constituição da Irlanda criar o cargo de Presidente da República da Irlanda, entre 1937 e 1949, a Irlanda não era tecnicamente uma república. Isto porque o principal papel possuído por um Chefe de Estado, que representa simbolicamente a Irlanda, permaneceu internacionalmente adquirido ao abrigo da lei ordinária do Rei da Irlanda como um órgão do Governo irlandês. 

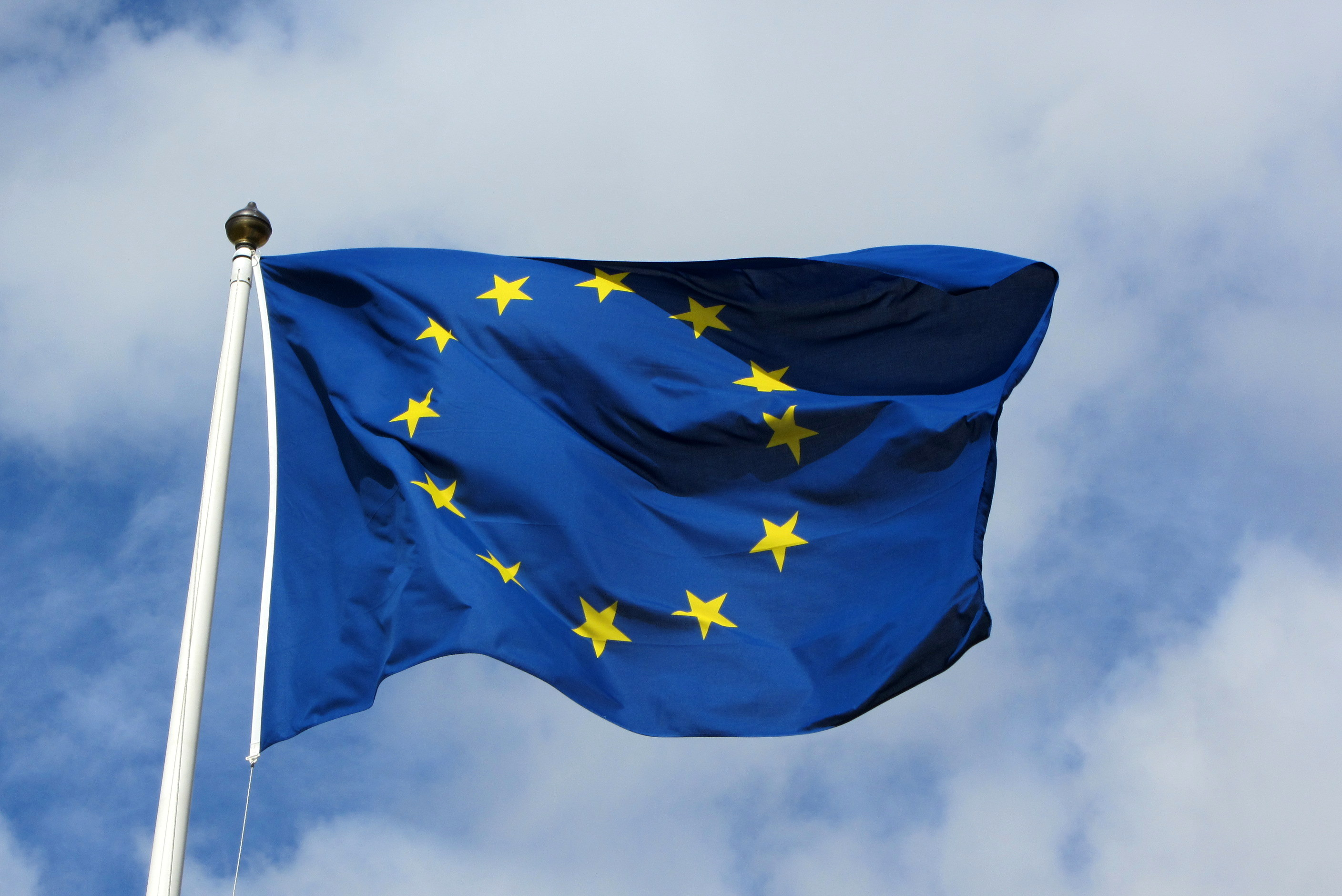
A Irlanda entrou para a Comunidade Econômica Europeia (CEE) em 1973, junto com Reino Unido e Dinamarca.

O período de neutralidade irlandesa durante durante a Segunda Guerra Mundial, foi descrito como "A emergência". A posição do Rei da Irlanda cessou com a passagem do Ato de 1948 da República da Irlanda, que entrou em vigor em 18 de abril de 1949, quando o cargo de Presidente da Irlanda substituiu o do Rei da Irlanda. A lei declarou que o país poderia ser descrito como uma república. Mais tarde, o Ato da Coroa da Irlanda, na Irlanda, foi formalmente revogada pela Lei de Revisão do Estatuto (Estatuto da Pré-União Irlandesa) no Ato de 1962. A Irlanda manteve-se no Commonwealth após a independência e até à declaração de uma república em 18 de abril de 1949. Sob o regime da Commonwealth, na altura, uma declaração de uma república, rescindia automaticamente um Estado membro da Commonwealth. Por isso, a Irlanda deixou imediatamente de ser um membro e decidiu não se recandidatar posteriormente á adesão à Commonwealth, quando mais tarde esta mudou as suas regras para permitir que repúblicas pudessem aderir à Commonwealth. A Irlanda aderiu às Nações Unidas em 1955 e à União Europeia em 1973. Os governos irlandeses vêm buscando a unificação pacífica das Irlandas e cooperaram com o governo britânico contra a violência entre os grupos parlamentaristas e os grupos norte-irlandês conhecidos como The Troubles ("Os Problemas"). Um acordo de paz foi aprovado em 1998, conhecido como Acordo da Sexta-feira Santa ou Acordo de Belfast (Capital da Irlanda do Norte), tendo sido votado em ambas as Irlandas, sendo implantado atualmente.

## Geografia

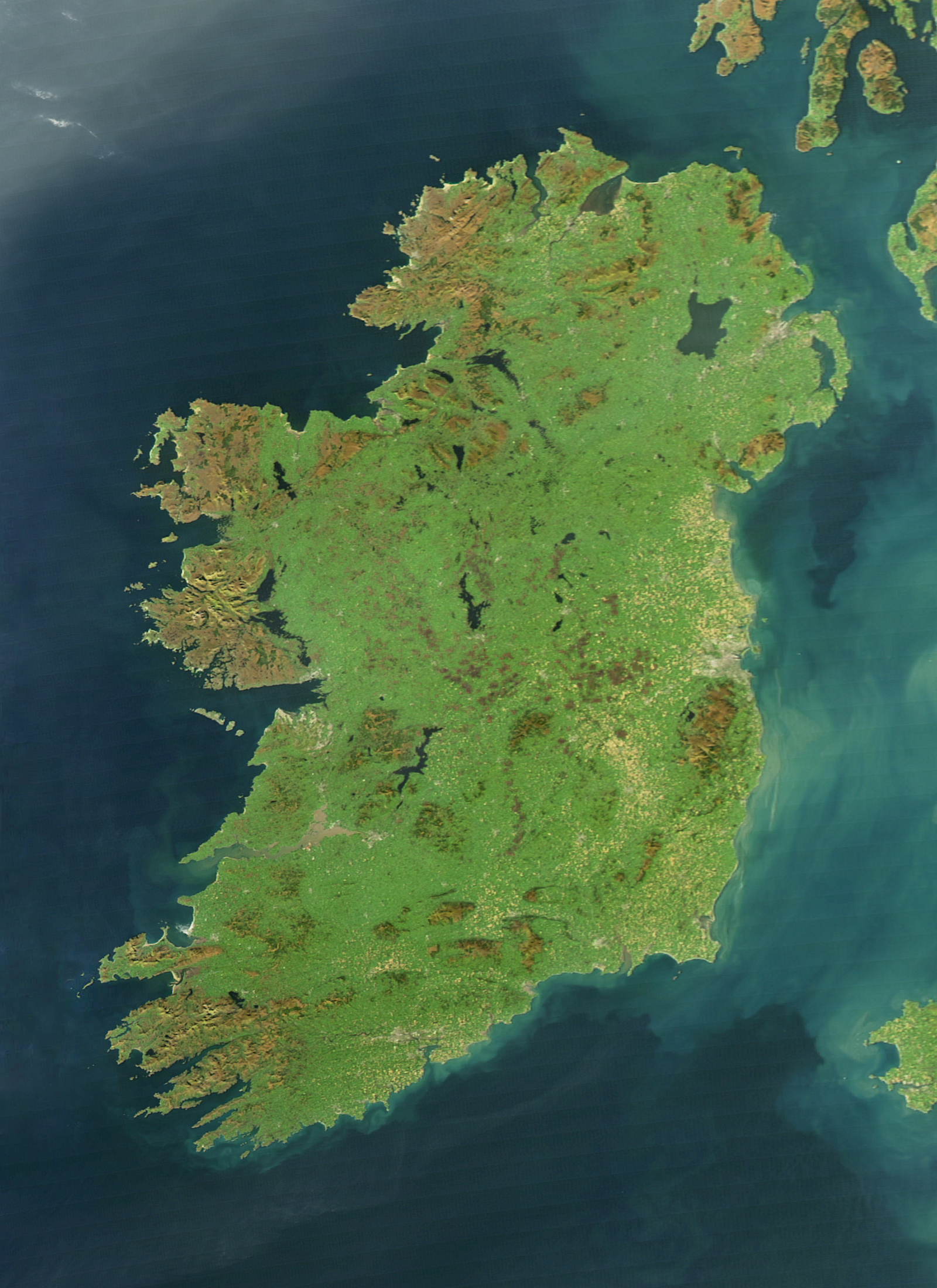
A Irlanda é conhecida como A Ilha Esmeralda.

A ilha da Irlanda tem uma extensão de mais 84 421 km², dos quais cinco sextos pertencem à República, constituindo o restante a Irlanda do Norte. É banhada a oeste pelo oceano Atlântico, a nordeste pelo canal do Norte, a leste pelo mar da Irlanda e a sudeste e sul pelo canal de São Jorge e pelo mar Céltico.
A costa ocidental da Irlanda consiste principalmente de arribas, colinas e montanhas baixas (o ponto mais elevado é o Carrauntoohil, com 1 041 m). O interior do país é predominantemente composto por terras agrícolas relativamente planas, atravessadas por rios como o Shannon e ponteado por vários lagos grandes, os loughs. O centro do país faz parte da bacia hidrográfica do rio Shannon, e contém grandes áreas de paul, usados para a produção de turfa. O clima temperado da ilha é modificado pela corrente do Atlântico Norte e é relativamente suave. Os verões raramente são muito quentes, faz frio no inverno, algumas vezes chega a nevar. A precipitação é muito comum, com até 275 dias de chuva por ano em algumas partes do país. As cidades principais são a capital, Dublin, na costa oriental, Cork no sul, Galway e Limerick na costa ocidental e Waterford na costa sueste.

### Geomorfologia

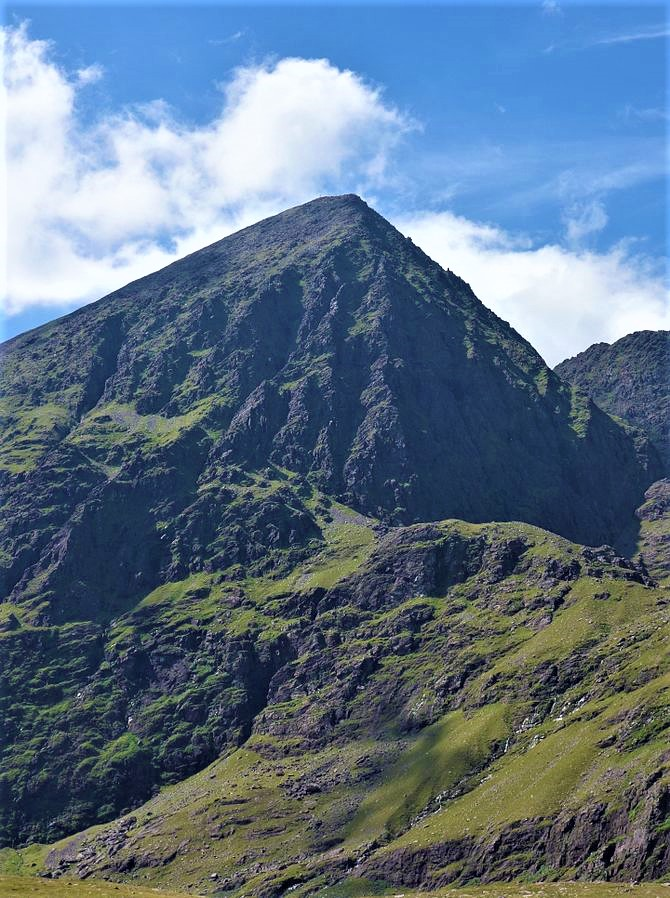
Carrauntoohil, o ponto mais alto do país.

A Irlanda se constitui de uma planície no centro da ilha, limitada por uma moldura irregular e pouco montanhosa, com exceção da parte oriental, na região de Dublin, logo na chegada ao mar. A distância leste-oeste da planície é de 200 km e de 150 km de norte a sul, com 100 m de altitude média. As rochas encontradas no subsolo da Irlanda são de origem calcária, com exemplos comuns de rios que correm debaixo da terra e lagos que secam com facilidade. Os maciços montanhosos abrigam muitos e diversos terrenos, a saber: granitos, xistos e quartzitos nos alterosos Montes Wicklow, que alcançam uma altitude média 1 000 m na província histórica de Leinster; arenitos, nas aplainadas cadeias de Munster; calcários, nas regiões altas localizadas no Condado de Clare, no litoral oeste; quartzitos, nos picos localizados a noroeste; basaltos, localizados a nordeste e xistos localizados nos Montes Sperrin.
O ponto mais alto da ilha da Irlanda é o Carrauntoohill, com 1 041 m. O Carrauntoohill está localizado nas Montanhas de Kerry. Tanto as montanhas como as planícies sofreram a ação intensa de geleiras que existiam no passado geológico, das quais se testemunharam a dos vastos vales em U (glens), as extensas e as linhas curvas de cristas (eskers), as quais ocasionalmente são alongadas por quilômetros, e as típicas colinas em formato de ovo (drumlins). Os depósitos glaciais decompostos haviam dado à Irlanda a grande fertilidade de solos em relação ao que seria esperado por seu subsolo e por seu clima.

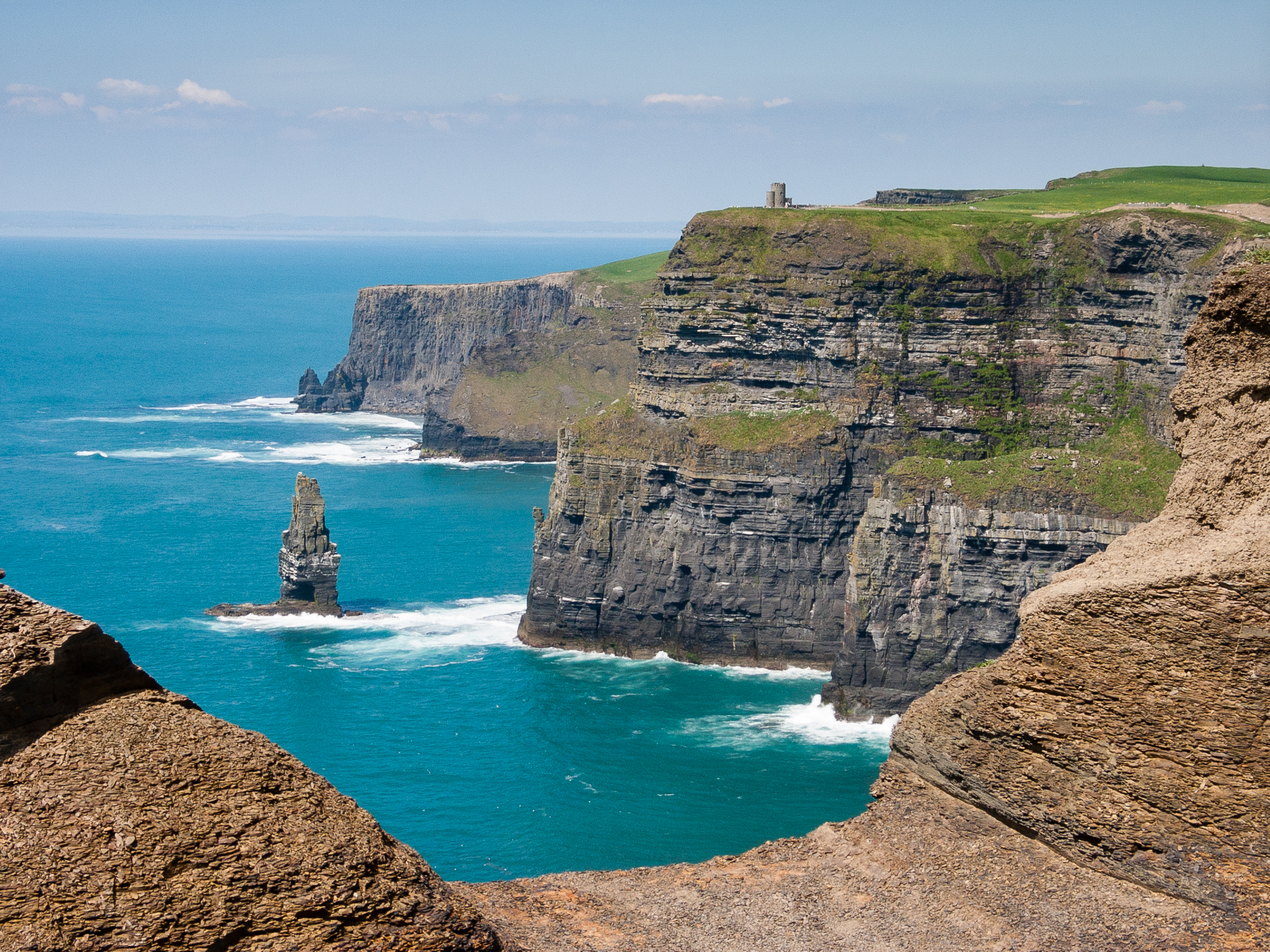
Falésias de Moher.

As planícies ocupam quase todo o centro da Irlanda. estendendo-se de um lado a outro do país. Compõem-se de ondulados campos de cultivo, pastagens, bosques e grandes pântanos ou turfeiras (depósitos de plantas em decomposição). As turfeiras cobrem um sexto da Irlanda. A maioria se encontra a oeste do rio Shannon. A maior parte dos montes irlandeses ergue-se próximo ao litoral e circunda as planícies. As principais cadeias são as montanhas Donegal, no noroeste, as montanhas de Mayo e as montanhas de Connemara, no oeste, as montanhas de Kerry, no sudoeste, as montanhas Wicklow, no leste. O ponto culminante da Irlanda, Carrantuohill (1 041 m) ergue-se nas montanhas de Kerry. Muitos golfos e baías penetram profundamente na costa ocidental da Irlanda. Por isso, nenhum lugar do país se encontra a mais de 110 km do mar. Partes da costa apresentam altos penhascos de rocha pura. Duas amplas baías no litoral ocidental, a baía de Galway e a foz do rio Shannon, formam os portos de Galway e Limerick. Outras importantes baías no litoral ocidental são Bantry, Clew, Dingle, Donegal, Dunmanus e Sligo. Centenas de ilhotas ficam próximas à costa ocidental. No litoral sul, os portos de Cork e Waterford encontram-se em excelentes abrigos naturais. A baía de Dublin formou o porto de Dublin, o principal da costa leste.

### Hidrografia

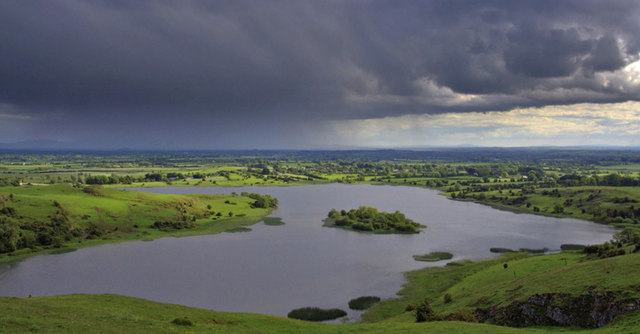
Lago Gur no Condado de Limerick.

O rio Shannon, na Irlanda, é o mais extenso das ilhas Britânicas. O Shannon, importante via de navegação, nasce no noroeste da Irlanda e percorre 360 km para o sudoeste, até alcançar o oceano Atlântico. O rio Liffey também é navegável. Nasce nas montanhas Wicklow, corre para o noroeste por 121 km, e deságua no mar da Irlanda, em Dublin. Sua foz forma a baía de Dublin. Outros rios irlandeses importantes são o Barrow, Nore e Suir, no sudoeste, o Boyne, no nordeste, e o Moy, no noroeste.
A maioria dos lagos da Irlanda fica no oeste. Os lagos são chamados loughs (pronúncia lacs) em gaélico. O rio Shannon forma vários lagos, como o lough Derg e o lough Ree, ambos no centro-oeste da Irlanda. Os lagos de Killarney, no sudoeste, são famosos pela beleza. São eles os lagos Lower (Inferior), Muckross e Upper (Superior).

### Clima

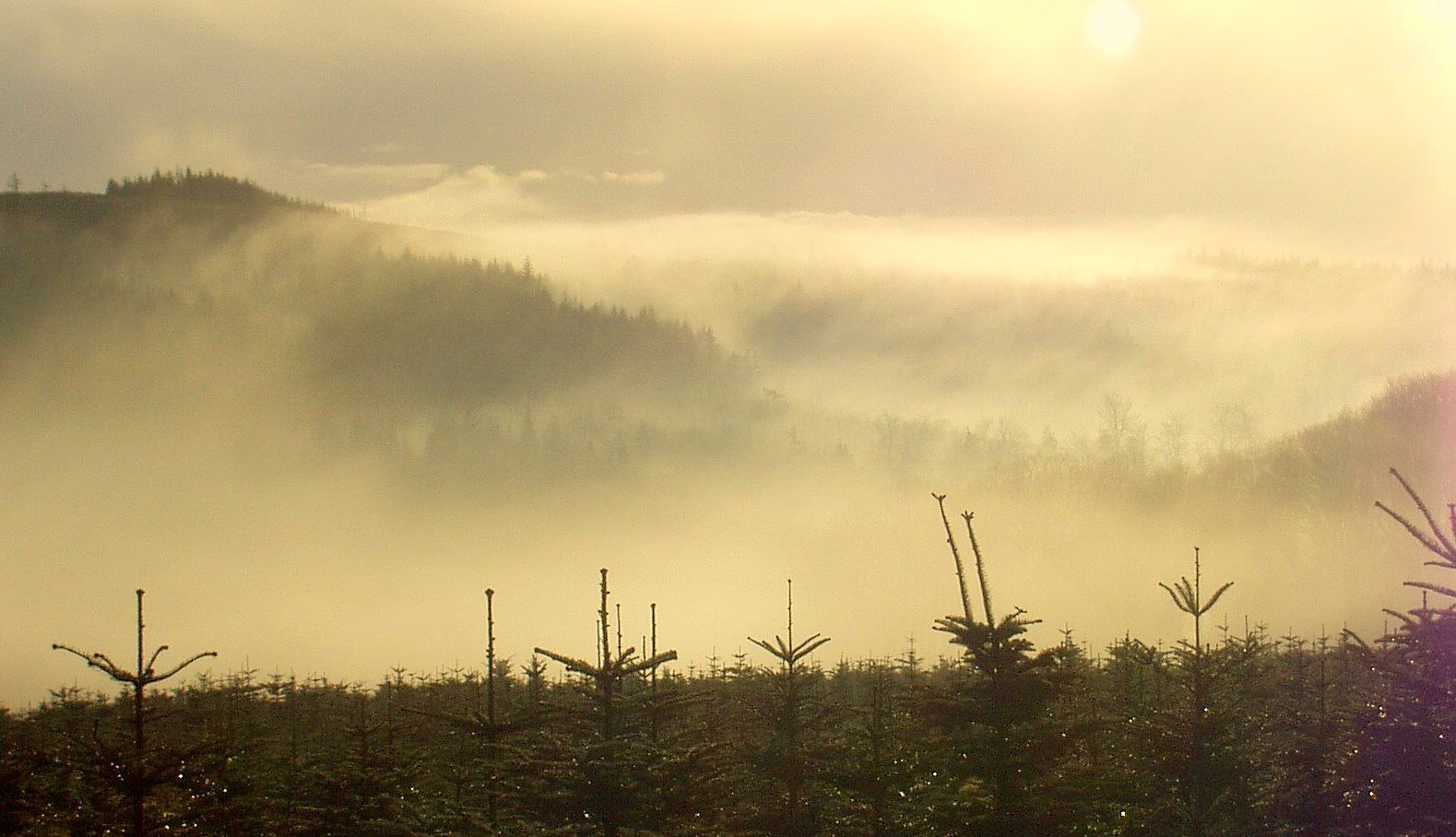
Nevoeiro de inverno nas Montanhas Wicklow.

A Irlanda tem um clima úmido e ameno. As temperaturas médias são de 4 °C no inverno e 16 °C no verão, aproximadamente. O clima sofre grandemente a influência da corrente do Golfo, uma corrente oceânica quente que sobe do equador e passa pelas ilhas Britânicas. No inverno, ventos do oeste, soprando por cima das águas, ajudam a manter amena a temperatura.
Os ventos oceânicos também carregam muita chuva para a Irlanda. As chuvas mais intensas caem nas regiões montanhosas perto do litoral ocidental. A média pluviométrica (de chuva) nessa região é de cerca de 1 500 mm por ano, havendo alguns pontos que alcançam 2510 mm por ano. As planícies recebem cerca de 760 mm de chuva por ano. As inundações constituem problema em algumas partes do país, nas estações chuvosas.
O sul e o oeste da Irlanda constituem o mais longo período propício de cultivo agrícola nas ilhas Britânicas, devido ao seu clima moderado e chuvas abundantes. Em muitas áreas dessa região, as pastagens chegam a poder ser utilizadas durante o inverno.

### Fauna e flora

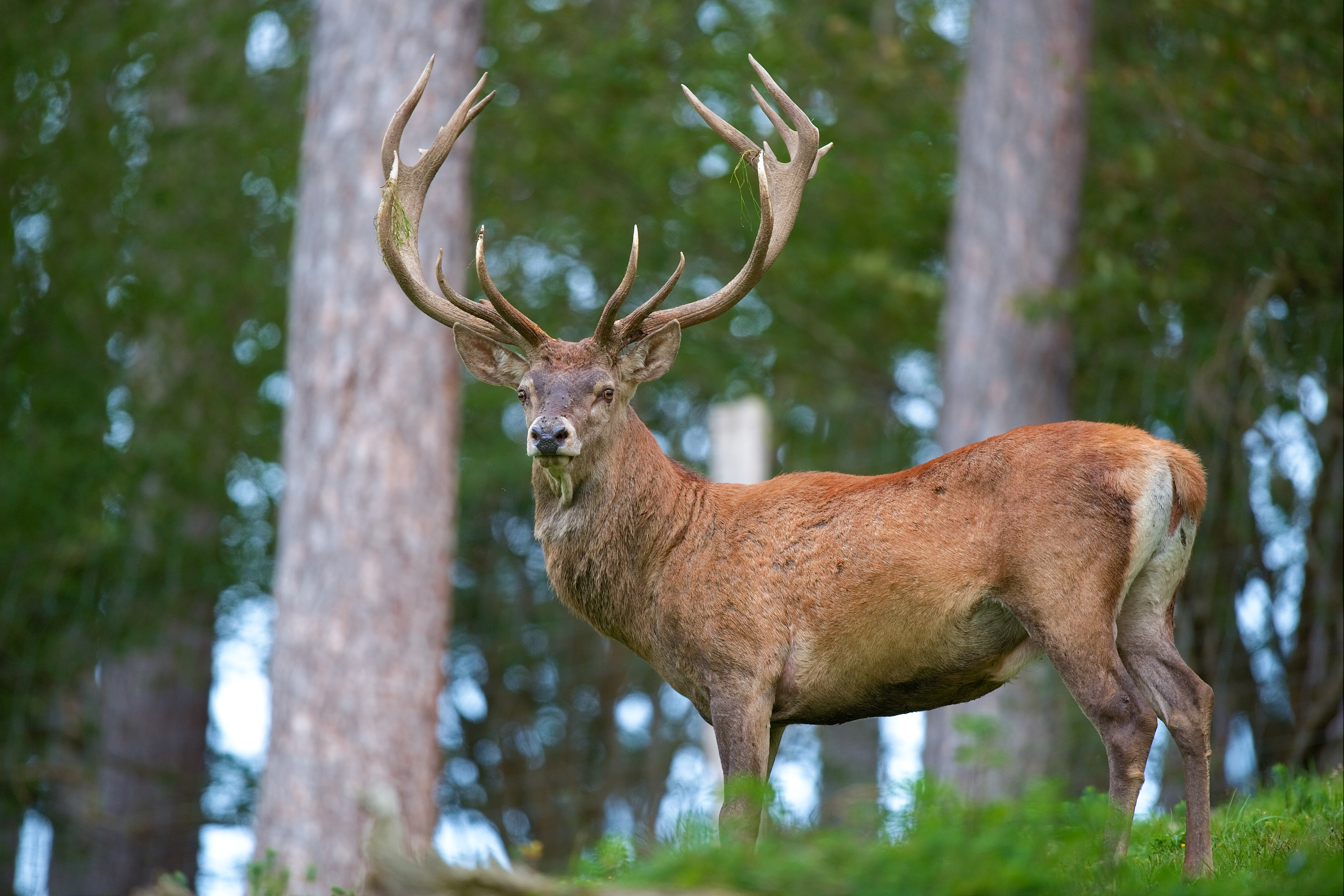
O veado (Cervus elaphus) é o maior mamífero irlandês selvagem.

Quase toda a vida animal e a vegetação da ilha provêm de migrações posteriores às glaciações, originárias do norte da Europa. A vegetação natural predominante é de árvores de folhas perenes, como carvalhos e faias. São abundantes os bosques de coníferas, introduzidas pelo homem. Não é grande a variedade de espécies animais; só aves e dois tipos de pequenos roedores, como coelhos e esquilos, além de um tipo de lagarto, são nativos. Não há cobras, o que, segundo antiga lenda, se deve à intervenção milagrosa de são Patrício, padroeiro da ilha.
Uma característica típica da vegetação da Irlanda são as turfeiras, pelas quais quase 20% da ilha é revestida. A maioria da planície carateriza-se pelos abundantes trevos e por toda a parte crescem musgos e hera. Os bosques naturais estão quase ameaçados de extinção, transformando-se em pastagens e campinas. Os únicos animais vivos na natureza são aves e roedores de menor porte, apesar de que a Irlanda fosse habitada, nos demais tempos, por ursos, lobos e por uma espécie de alce conhecida pela grandeza de seus chifres. Na água dos rios são principalmente abundantes trutas e salmões, além de demais peixes. Não há cobras na ilha, a única espécie de réptil é de um lagarto.

### Meio ambiente
O país tornou-se o primeiro do mundo a introduzir um imposto ecológico para sacolas plásticas em 2002 e a proibição de fumar público em 2004. A reciclagem na Irlanda realiza-se extensivamente e o país tem a segunda maior taxa de reciclagem de embalagens na União Europeia. Foi também o primeiro país da Europa a proibir lâmpadas incandescentes em 2008.

## Demografia
A população da ilha da Irlanda é de aproximadamente 7,1 milhões (2023). Na República Irlandesa, no sul, sua população chegou a 5 149 139 em 2022, um aumento de 8% desde 2016. Em 2011, a Irlanda tinha uma das maiores taxas de natalidade da União Europeia (16 nascimentos por 1 000 habitantes).

### Línguas

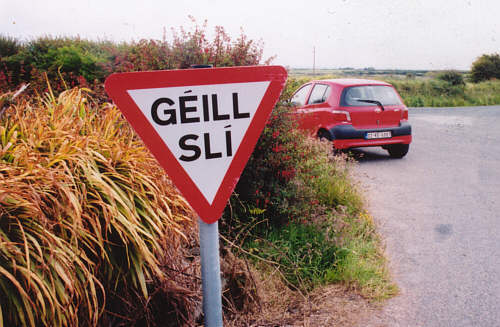
Placa de trânsito em irlandês.

As línguas oficiais são o irlandês, a língua celta nativa, e o inglês, que constitucionalmente é descrito como uma língua oficial secundária. Aprender irlandês é obrigatório no ensino do país, mas o inglês é amplamente prevalente. A sinalética é geralmente bilíngue, que também existe na mídia nacional irlandesa. As pessoas pertencentes à comunidades de língua predominantemente irlandesa (o Gaeltacht) existem principalmente na costa ocidental da ilha.

### Composição étnica

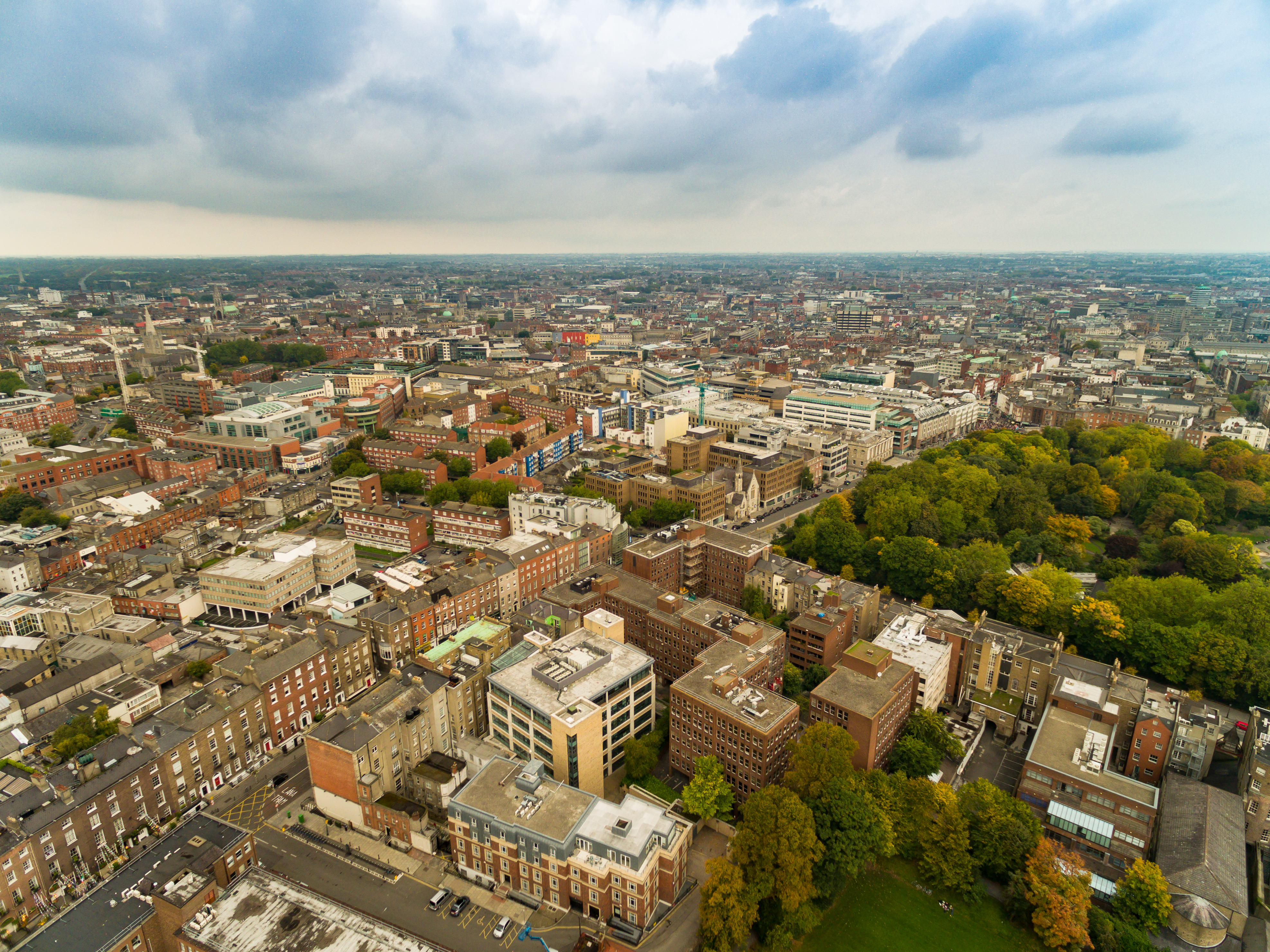
Dublin, capital e maior cidade da Irlanda.

A Irlanda tem sido habitada há pelo menos 9 000 anos, embora pouco se saiba sobre as pessoas da era do Paleolítico e do Neolítico que habitaram a ilha. Os registos históricos e genealógicos revelam a existência de diversos povos (Cruithne, Atácotos, Conmaicne, Eóganachta, Érainn, Soghain, e outros). Durante os últimos 1 000 anos, foram influenciados pelos viquingues, que fundaram vários portos, incluindo o de Dublin, e também pelos Normandos. No entanto, a maioria (80%) da população é descendente de que os primeiros habitantes da ilha tenham a habitando a partir do final da Idade do Gelo. Muitos, na Irlanda do Norte, são descendentes dos colonos de Inglaterra, especialmente dos da Escócia.
De acordo com um estudo genético de 2015, a população irlandesa descende, em sua quase totalidade, de movimentos migratórios durante a idade do Bronze. Essa ancestralidade é composta de dois componentes: um componente do Neolítico (descendente de agricultores do Oriente Médio que se deslocaram para a Europa à época do Neolítico ), majoritário; e um outro, de pastoralistas das estepes russas, o qual estaria relacionado com as línguas indo-europeias, e, por conseguinte, com as línguas célticas, línguas faladas na Irlanda antes da introdução do inglês. A atual composição étnica é a seguinte: europeus: 96,0% (88,8% irlandeses + 7,2% de outros países europeus); asiáticos: 1,1% (principalmente chineses); africanos: 0,8% (na maioria nigerianos); americanos: 0,5% (na maioria estadunidense); australianos e neozelandeses: 0,1%; outros: 1,5%.

### Imigração

Representação gráfica dos grupos populacionais imigrantes na Irlanda, com mais de 10 mil pessoas, em 2006.

Após séculos de apenas emigração líquida para quase todos os continentes do mundo, com excepção da "plantação" de protestantes em resultado da conquista da Irlanda por Oliver Cromwell, o bom desempenho económico dos últimos quinze anos tem vindo a inverter esta situação, transformando-a numa imigração líquida. Segundo o último censo de 2006, aproximadamente 10% da população era de origem estrangeira. Mais de 112 000 são britânicos, que é a maior nacionalidade estrangeira na Irlanda, representando mais de 25% de todos os estrangeiros. Existem ainda 63 000 da Polónia, 25 000 da Lituânia, 13 000 da Letónia e 10 000 da Alemanha. Além disso, cerca de 52 000 habitantes são provenientes do resto dos países da União Europeia, e mais de 24 000 dos restantes países da Europa. Cerca de 35 000 são provenientes de outros países, nomeadamente de África. Destes, 16 000 são naturais da Nigéria. Cerca de 11 000 vêm da China e 38 000 do resto dos países da Ásia. Mais de 12 000 são dos Estados Unidos e 9 000 de outros países da América.
Desde a entrada da Polónia na União Europeia, os polacos foram a maior fonte de migrantes provenientes da Europa Central, seguido por outros migrantes da Lituânia, República Checa e Letónia. A economia estável, os altos salários e a elevada qualidade de vida, atrai muitos novos imigrantes provenientes dos países da União Europeia: a Irlanda registou um significativo número de migrantes provenientes da Roménia na década de 1990. Nos últimos anos, os chineses também migraram para a Irlanda em números significativos. Os nigerianos, juntamente com pessoas de outros países africanos, fazem parte de um grande número de imigrantes de países que não pertencem à União Europeia.

### Religião
| Religião na Irlanda  | Religião na Irlanda | Religião na Irlanda | Religião na Irlanda | Religião na Irlanda |
| -------------------- | ------------------- | ------------------- | ------------------- | ------------------- |
|                      |                     |                     |                     |                     |
| Catolicismo romano   | Catolicismo romano  |                     | 78,3%               | 78,3%               |
| Sem religião         | Sem religião        |                     | 10,1%               | 10,1%               |
| Protestantismo       | Protestantismo      |                     | 4,2%                | 4,2%                |
| Islamismo            | Islamismo           |                     | 1,3%                | 1,3%                |
| Outras               | Outras              |                     | 6,1%                | 6,1%                |
| Fonte: Censo de 2016 |                     |                     |                     |                     |

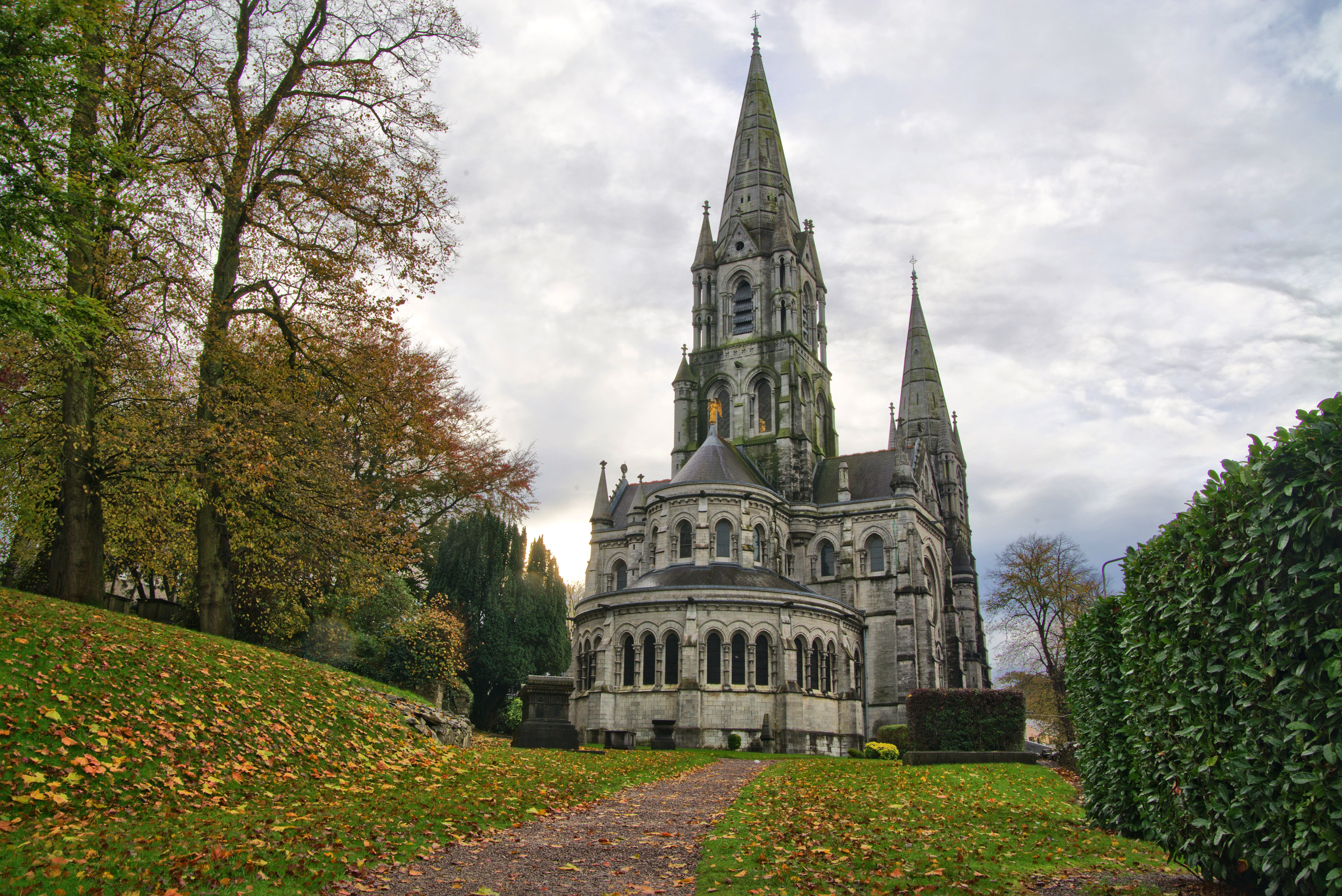
Catedral de São Finbarr em Cork.

Na República da Irlanda, 78,3% da população é Católica, religião introduzida por São Patrício, mas tem havido um enorme declínio na participação em serviços religiosos. Entre 1996 e 2001, a presença regular na missa, já em declínio anteriormente, havia diminuído de 60% para 48% (em 1973 excedeu os 90%), existindo apenas dois seminários em todo o país. A imagem da Igreja também foi danificada na década de 1990 por causa de uma série de escândalos sexuais e encobrimentos dentro da própria hierarquia.
Nos últimos anos, a imagem da Irlanda como um país devotamente católico tem sido modificada, porquanto a influência da Igreja é cada vez menor. Em 1995, na sequência de um embargo de cerca de 60 anos, os eleitores irlandeses escolheram voltar a legalizar o divórcio na República, em votação apertada, com 50,28% de votos favoráveis. Por sua vez, em referendo de 2015, os irlandeses votaram pela legalização do casamento gay, com 62,1% de votos favoráveis. Foi a primeira vez no mundo que o casamento gay foi legalizado por voto popular. Em referendo de 2018, o aborto foi legalizado no país, com 66,4% da população votando favoravelmente. A Irlanda ainda é um dos países mais religiosos da Europa Ocidental, atrás de apenas Itália e de Portugal.
A segunda igreja cristã com maior número de praticantes, é a Igreja da Irlanda, que, depois de experimentar uma queda durante a maior parte do século XX, tem vindo a crescer o seu número de participantes, de acordo com o censo de 2002, como já tem acontecido com outras religiões cristãs e islâmicas. Algumas comunidades judaicas viviam na Irlanda durante a Idade Média e uma comunidade de sefarditas fixou-se em Dublin em 1660. De acordo com o censo de 2016, o número de pessoas que afirmaram não pertencer a nenhuma religião foi de 468 400 (10,1% da população).

### Direitos LGBT e igualdade de gênero

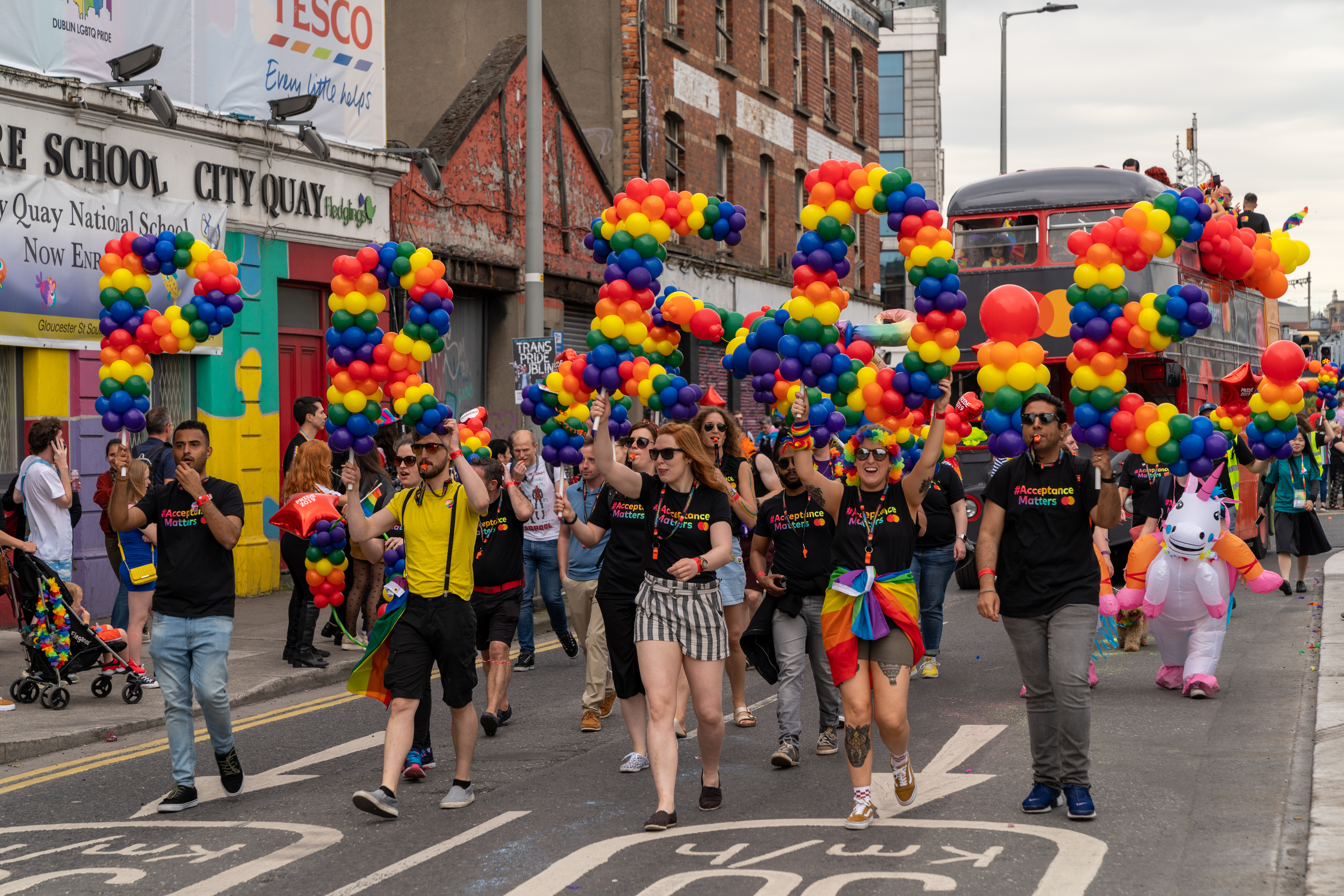
Parada LGBT de Dublin.

A pena de morte é constitucionalmente proibida no país, enquanto a discriminação com base em características como idade, sexo, orientação sexual, estado civil ou familiar, religião ou raça é ilegal. A legislação que proibia atos homossexuais foi revogada em 1993. Em 2010, foi reconhecida a união civil entre casais do mesmo sexo. Em maio de 2015, a Irlanda se tornou o primeiro país a legalizar o casamento entre pessoas do mesmo sexo através do voto popular.
A Irlanda ocupa o quinto lugar no mundo em termos de igualdade de gênero. Em 2011, o país foi classificado como o mais caridoso da Europa e o segundo do mundo. A contracepção foi controlada na Irlanda até 1979, no entanto, o declínio da influência da Igreja Católica tornou a sociedade cada vez mais secularizada. Em 1983, mudanças constitucionais asseguraram "o direito à vida do nascituro", sujeito a qualificações em matéria de "igualdade de direito à vida" da mãe. A proibição de divórcio na Constituição de 1937 foi revogada em 1995.

### Cidades mais populosas
Depois de Dublin (com 1 661 185 habitantes na área metropolitana), as maiores cidades da Irlanda são Cork (380 000 habitantes na área metropolitana), Limerick (93 321 habitantes na área metropolitana), Galway (71 983 habitantes na cidade) e Waterford (45 775 habitantes na cidade).

## Política

### Governo

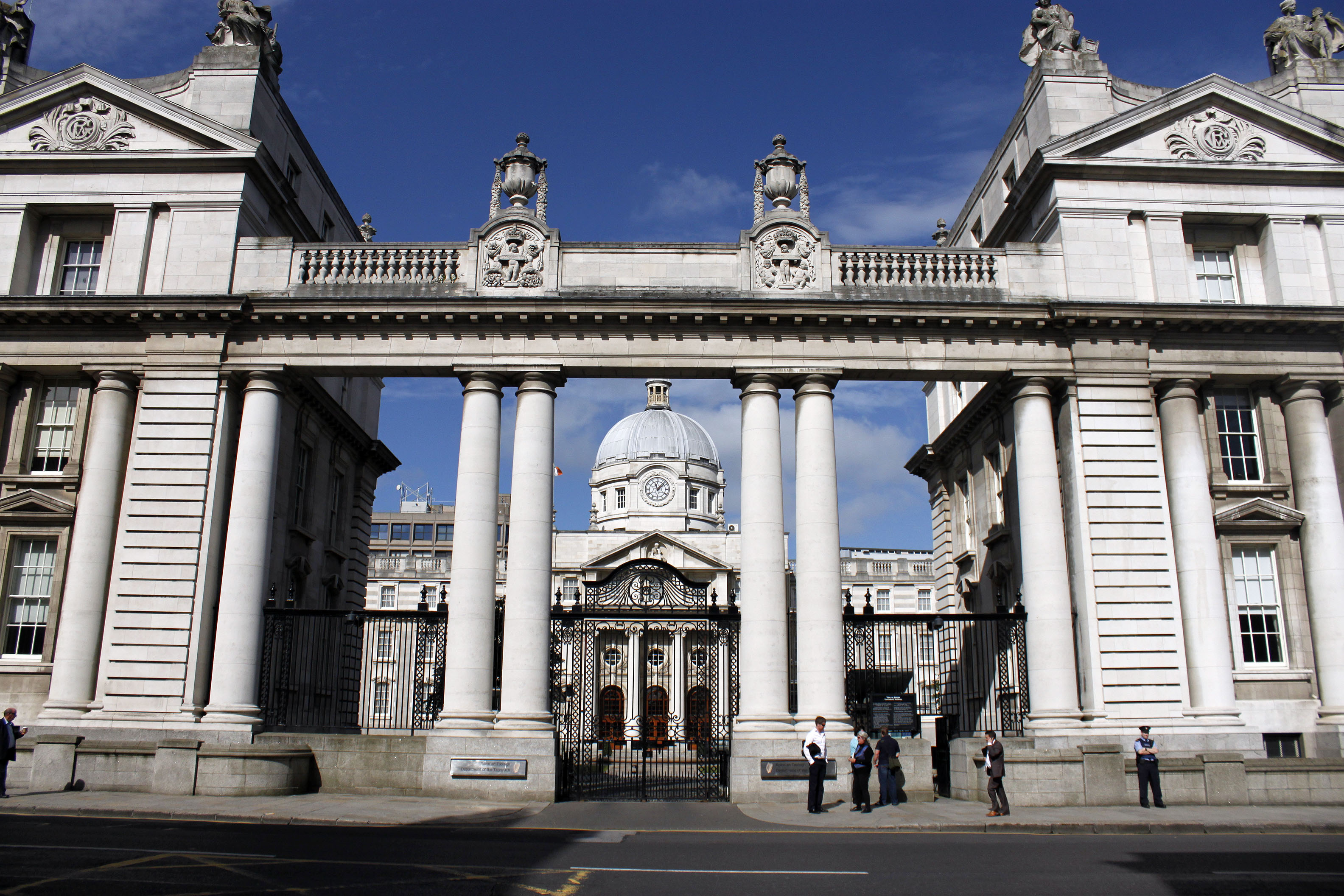
Edifícios do Governo.

A Irlanda é uma democracia parlamentar. O poder legislativo é exercido pelo Parlamento (Oireachtas), constituído pelo Presidente e duas câmaras: o Dáil Éireann (Câmara dos Deputados) e o Seanad Éireann (Senado). Os 166 membros do Dáil são eleitos por sufrágio universal, por um período máximo de cinco anos, segundo o sistema de representação proporcional. O Senado compõe-se de 60 membros, dos quais 11 são nomeados pelo Primeiro-Ministro (Taoiseach), 43 são eleitos pelos membros do Dáil, do anterior Seanad e das autoridades locais a partir de listas de candidatos que pertencem a cinco sectores essenciais da sociedade: educação, agricultura, trabalhadores, indústria e comércio e administração. As universidades elegem seis membros do Senado.
Qualquer proposta de lei de revisão constitucional necessita do acordo das duas câmaras e de ser ratificada por referendo. O Presidente, que é eleito directamente por sete anos, nomeia, sob proposta do Dáil, o Primeiro-Ministro e sob proposta deste e o acordo prévio do Dáil, os ministros. O Dáil Éireann pode ser convocado ou dissolvido pelo Presidente, após parecer do Primeiro-Ministro. O Governo é constituído por um máximo de 15 membros, dos quais dois devem pertencer ao Senado e os restantes ao Dáil.
O presidente atua como chefe de Estado e é eleito para um mandato de sete anos e pode ser reeleito uma vez. O presidente é essencialmente uma figura simbólica, mas a ele é confiado com certos poderes constitucionais com o parecer do Conselho de Estado. O escritório tem absoluta discrição em algumas áreas, como refere um projeto de lei para o Supremo Tribunal para um julgamento sobre sua constitucionalidade. Michael D. Higgins tornou-se o nono presidente da Irlanda em 11 de novembro de 2011.

### Relações internacionais

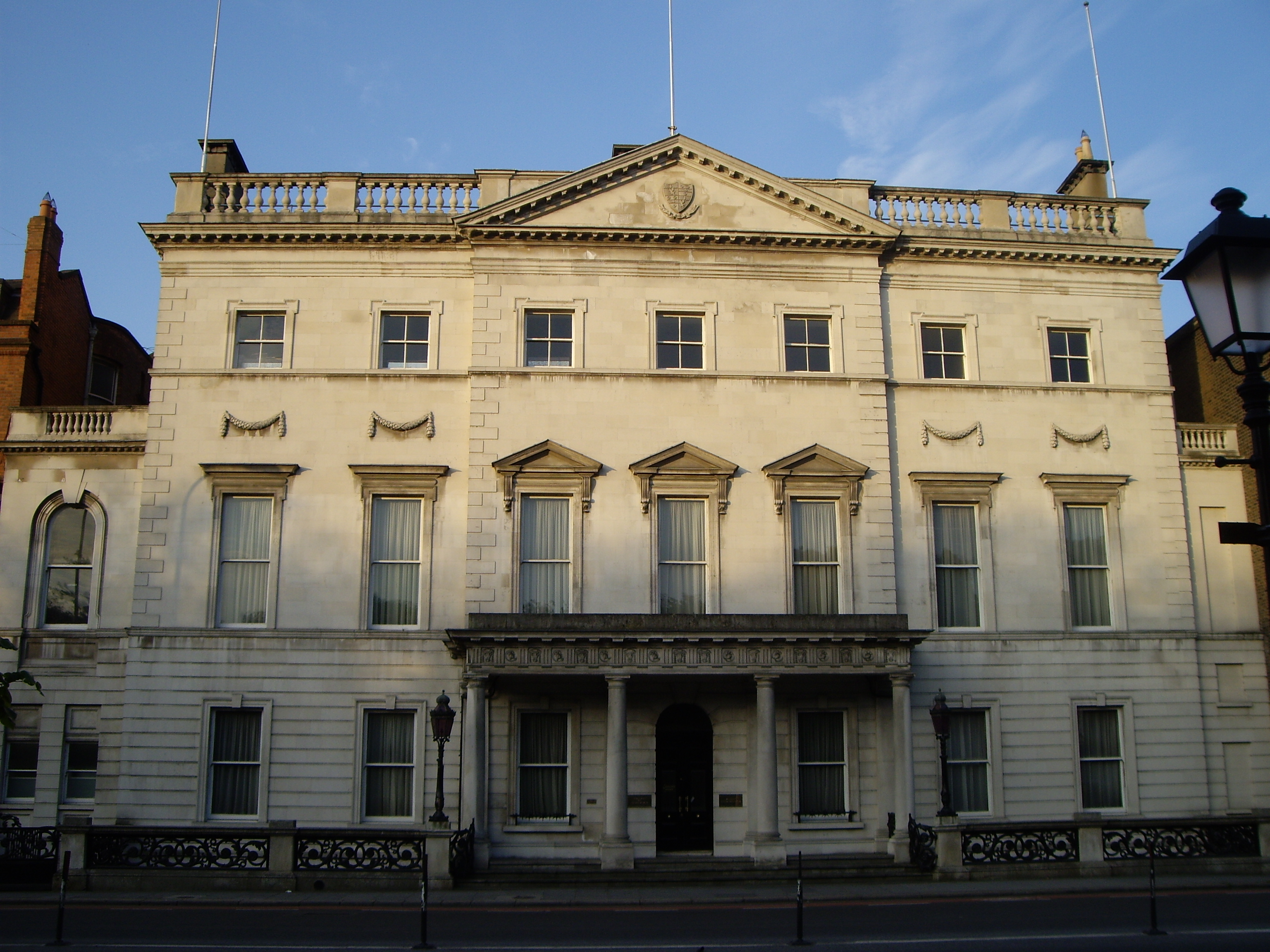
Sede do Departamento de Relações Exteriores da Irlanda.

As relações externas são substancialmente influenciadas pela adesão à União Europeia, embora as relações bilaterais com o Reino Unido e os Estados Unidos também sejam importantes. Exerceu a Presidência do Conselho da União Europeia em seis ocasiões, mais recentemente de janeiro a junho de 2013. A Irlanda tende à independência na política externa; assim, o país não é membro da OTAN e tem uma política de neutralidade militar de longa data. Essa política ajudou as Forças de Defesa da Irlanda a serem bem-sucedidas em suas contribuições para as missões de manutenção da paz com as Nações Unidas desde 1960, durante a Crise do Congo e, posteriormente, em Chipre, Líbano e Bósnia e Herzegovina.
Apesar da neutralidade irlandesa durante a Segunda Guerra Mundial, a Irlanda teve mais de 50 000 participantes na guerra através do alistamento nas forças armadas britânicas. Durante a Guerra Fria, a política militar irlandesa, embora ostensivamente neutra, foi tendenciosa em relação à OTAN. Durante a crise dos mísseis de Cuba, Seán Lemass autorizou a busca de aeronaves cubanas e checoslovacas passando por Shannon e passou as informações para a CIA. As instalações aéreas da Irlanda foram usadas pelos militares dos Estados Unidos para a entrega de militares envolvidos na invasão do Iraque em 2003 pelo aeroporto de Shannon. O aeroporto já havia sido usado para a invasão do Afeganistão em 2001, bem como a Primeira Guerra do Golfo. Desde 1999, a Irlanda é membro do programa de Parceria para a Paz da OTAN (PfP) e do Conselho de Parceria Euro-Atlântico (EAPC) da OTAN, que visa criar confiança entre a OTAN e outros estados da Europa e da antiga União Soviética.

### Forças armadas

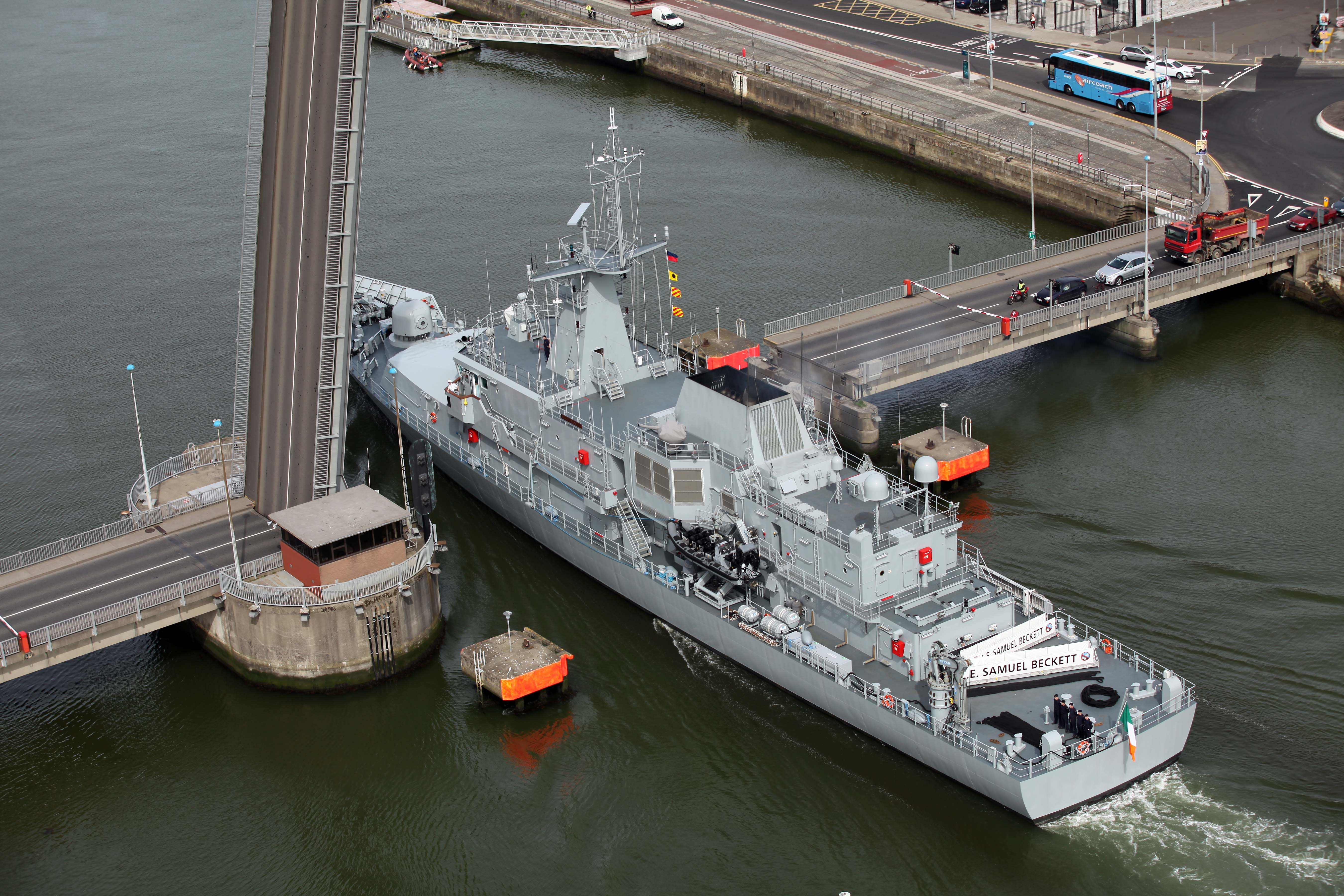
Navio de patrulha L.É. Samuel Beckett.

A Irlanda é um país neutro e possui regras de "tripla trava" que governam a participação das tropas irlandesas em zonas de conflito, pelas quais a aprovação deve ser dada pela ONU, pelo Dáil e pelo governo. Consequentemente, seu papel militar é limitado à autodefesa nacional e à participação nas operações de paz das Nações Unidas. As Forças de Defesa são compostas pelo Exército, Serviço Naval, Corpo Aéreo e Força de Defesa da Reserva. As forças são pequenas, mas bem equipadas, com quase 10 000 militares em tempo integral e mais de 2 000 em reserva. O destacamento diário das Forças de Defesa cobre a ajuda às operações de energia civil, proteção e patrulha das águas territoriais irlandesas e da ZEE pelo Serviço Naval Irlandês e missões de manutenção da paz das Nações Unidas, UE e PfP. Em 1996, mais de 40 000 militares irlandeses haviam servido em missões internacionais de manutenção da paz da ONU.
O Corpo Aéreo Irlandês é o componente aéreo das Forças de Defesa e opera dezesseis aeronaves de asa fixa e oito helicópteros. O Serviço Naval Irlandês é a marinha da Irlanda e opera oito navios de patrulha e um número menor de barcos infláveis e embarcações de treinamento, e possui embarcações armadas capazes de apreender um navio e uma unidade especial de homens-rã. As forças armadas incluem as Forças de Defesa da Reserva (Reserva do Exército e Reserva de Serviço Naval) para reservistas de meio período. As forças especiais da Irlanda incluem o Army Ranger Wing, que treina e opera com unidades internacionais de operações especiais. O presidente é o comandante supremo formal das forças de defesa, mas, na prática, essas forças respondem ao governo por meio do ministro da defesa. Em 2017, a Irlanda assinou o Tratado sobre a Proibição das Armas Nucleares.

## Subdivisões
A República da Irlanda tinha tradicionalmente vinte e seis municípios, e estes ainda são utilizados em contextos culturais e desportivos. Eles também são utilizados para fins postais. Os círculos eleitorais do Dáil são obrigados por lei a seguir os limites dos concelhos, tanto quanto possível. Daí, os municípios com maior população têm vários círculos eleitorais (por exemplo, Limerick Leste/Oeste) e alguns círculos eleitorais compostos por mais de um concelho (por exemplo, Sligo-Leitrim Norte), mas de uma maneira geral, as fronteiras não são reais.
No entanto, já existiu um processo de reestruturação, como a abolição de Condado de Dublin, distribuindo-o entre os três novos concelhos municipais na década de 1990 e de Condado de Tipperary, tendo sido, administrativamente, dois condados distintos desde a década de 1890. Actualmente, existe um total de vinte e nove concelhos administrativos e cinco cidades. As cinco cidades — Dublin, Cork, Limerick, Galway e Waterford (Kilkenny é uma cidade, mas não possui um conselho municipal) — são administradas separadamente do restante dos seus respectivos municípios. Existe ainda cinco vilas — Clonmel, Drogheda, Kilkenny, Sligo e Wexford — que têm um nível de autonomia dentro do concelho. Os municípios estão agrupados em regiões para fins estatísticos. Eis a lista de condados da República da Irlanda:
|  | 1. Fingal 2. Dublin 3. Dún Laoghaire–Rathdown 4. South Dublin 5. Wicklow 6. Wexford 7. Carlow 8. Kildare 9. Meath 10. Louth 11. Monaghan 12. Cavan 13. Longford 14. Westmeath 15. Offaly 16. Laois | 1. Kilkenny 2. Waterford 3. Cork City 4. Cork 5. Kerry 6. Limerick 7. Tipperary 8. Clare 9. Galway 10. Galway City 11. Mayo 12. Roscommon 13. Sligo 14. Leitrim 15. Donegal |

## Economia

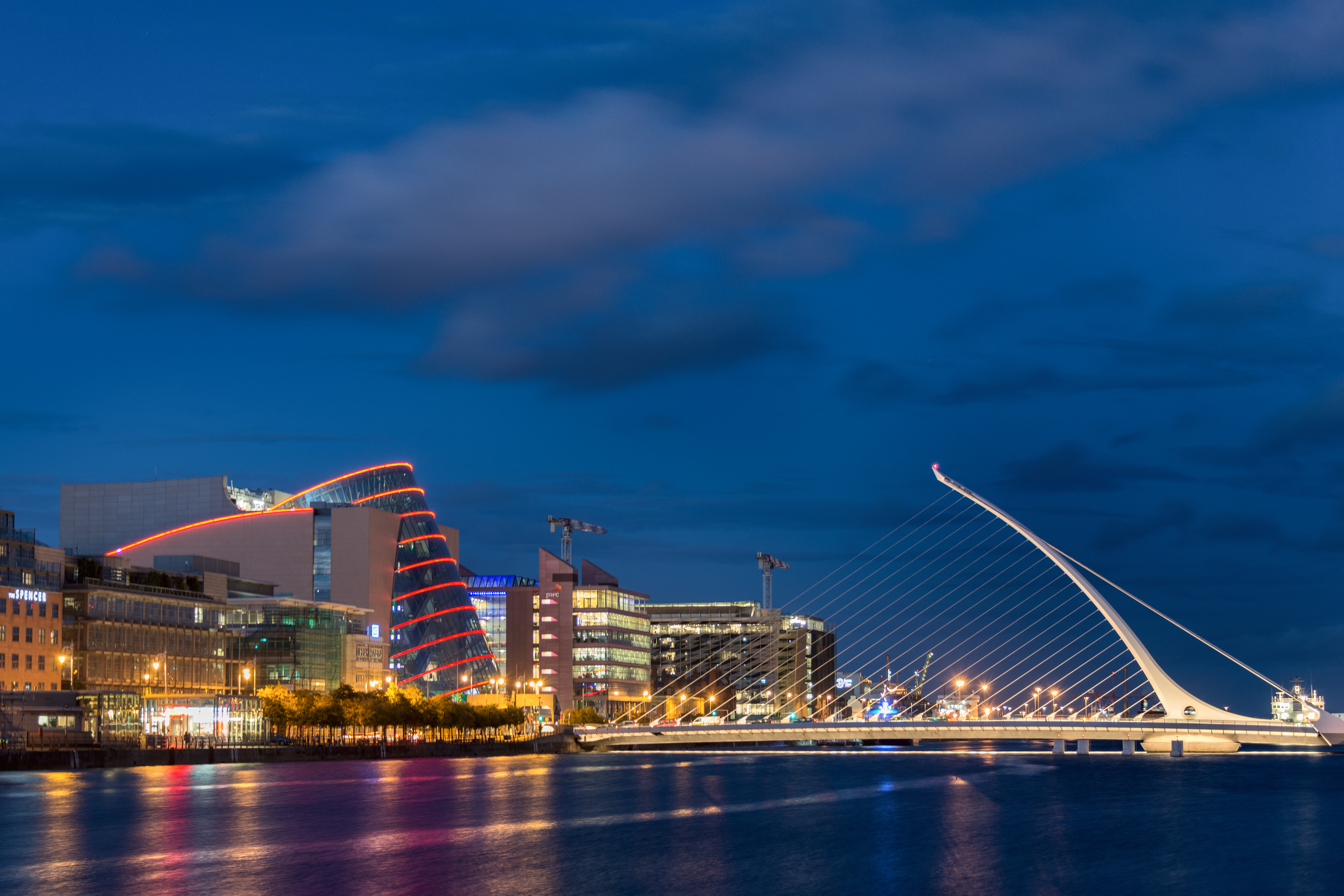
Centro financeiro de Dublin.

Principais produtos de exportação da Irlanda em 2019.

Desde os anos 1980, a economia irlandesa deixou de ser predominantemente agrícola e transformou-se em uma economia moderna focada em indústrias de alta tecnologia e serviços. O país adotou o euro em 2002, juntamente com onze outros Estados-membros da UE. O país é fortemente dependente de investimento estrangeiro direto e tem atraído várias empresas multinacionais, devido a uma força de trabalho altamente qualificada e uma taxa de impostos baixa.
Algumas empresas, como a Intel, investiram na Irlanda durante o final dos anos 1980, mais tarde seguida pela Microsoft e pelo Google. A Irlanda é classificada como sétima economia mais livre no mundo, segundo o Índice de Liberdade Econômica. Em termos de PIB per capita, a Irlanda é um dos países mais ricos da Organização para a Cooperação e Desenvolvimento Econômico (OCDE) e da União Europeia (UE). No entanto, o país está abaixo da média da OCDE em termos de PNB per capita. O PIB é significativamente maior que o PNB devido à grande quantidade de empresas multinacionais com sede na Irlanda.
A partir no início dos anos 1990, o país experimentou um crescimento econômico sem precedentes que foi alimentado por um aumento dramático em construção, gastos do consumidor e investimento, o que ficou conhecido como o período do Tigre Celta. O ritmo de crescimento abrandou em 2007 e levou à explosão de uma bolha imobiliária que havia se desenvolvido ao longo do tempo. A queda abrupta dos preços das propriedades revelou a sobre-exposição da economia sobre a construção e tem contribuído para a manutenção da crise bancária irlandesa. A Irlanda entrou oficialmente em recessão em 2008, após vários meses consecutivos de contração econômica.

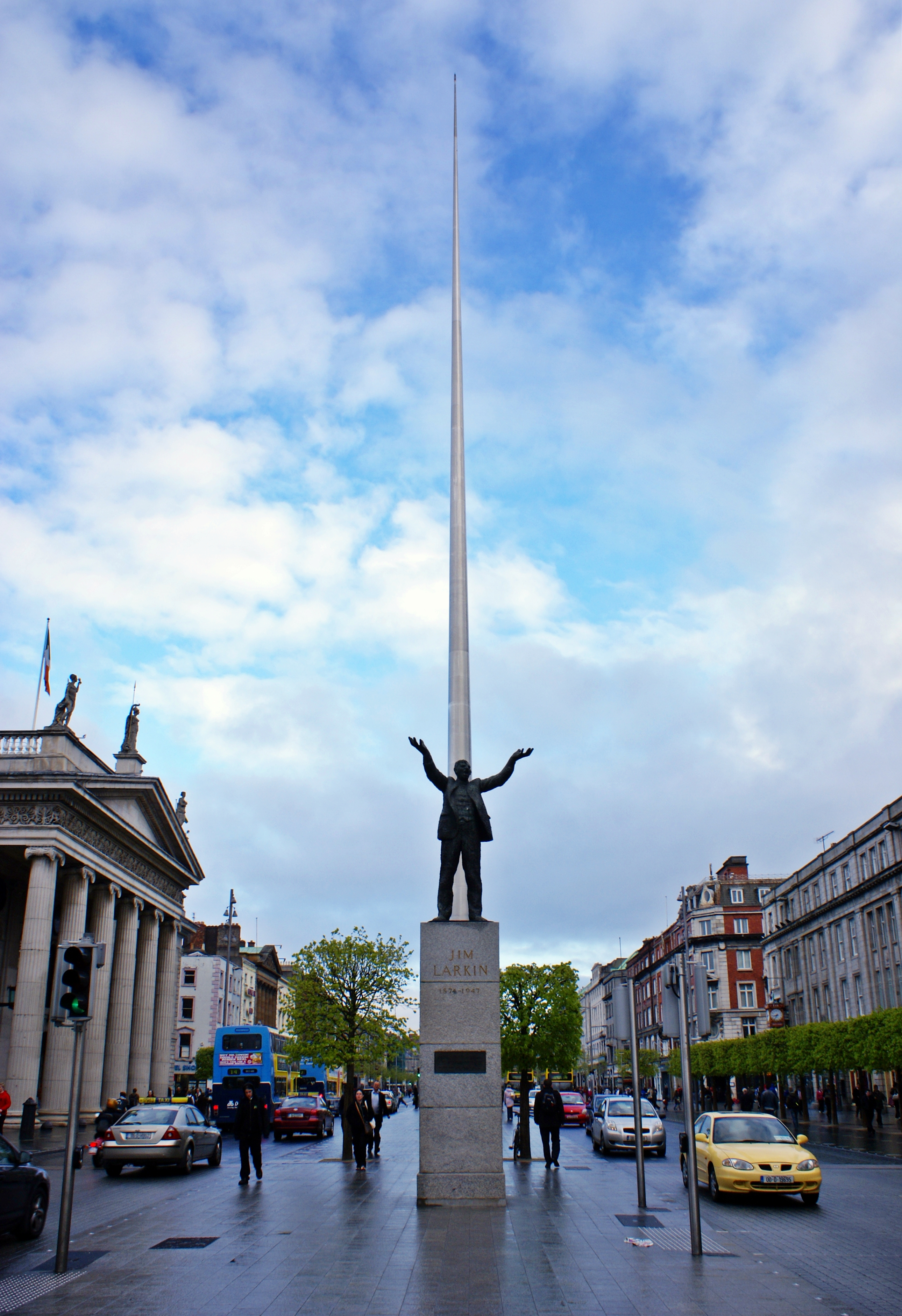
A Spire of Dublin simboliza a modernização e o crescimento econômico da Irlanda.

A economia do país se contraiu -1,7% em 2008, -7,1% em 2009 e -1% em 2010. O país saiu oficialmente da recessão em 2010, quando foi auxiliado por um forte crescimento, de 6,9%, nas exportações do primeiro trimestre. No entanto, devido a um aumento significativo no custo dos empréstimos e recapitalização bancária, a Irlanda aceitou 85 bilhões * de euros do programa de assistência da União Europeia, do Fundo Monetário Internacional (FMI) e de empréstimos bilaterais do Reino Unido, Suécia e Dinamarca. Algumas previsões estimam que a Irlanda irá crescer 0,9% em 2011 e 2,2% em 2012.
Embora as corporações multinacionais dominem setor de exportações da Irlanda, esse setor econômico contribui significativamente para a renda nacional. O país é um dos maiores exportadores de produtos farmacêuticos, softwares e serviços relacionados no mundo, além de ser o sétimo maior produtor de concentrados de zinco e o décimo segundo maior produtor de concentrados de chumbo. O país também tem depósitos significativos de gipsita, calcário e quantidades menores de cobre, prata, ouro, barita e dolomita.
Outras exportações incluem produtos agro-alimentares, gado, carne, produtos lácteos e alumínio. As principais importações da Irlanda incluem equipamentos de informática, produtos químicos, petróleo e produtos petrolíferos, têxteis e vestuário. A diferença entre as exportações (€ 89,4 bilhões) e importações (€ 45,5 bilhões) resultou em um superávit comercial anual de € 43,9 bilhões em 2010, o maior superávit comercial em relação ao PIB alcançado por qualquer Estado-membro da UE.
A UE é de longe o parceiro comercial mais importante do país, respondendo por 57,9% das exportações e 60,7% das importações irlandesas. O Reino Unido é o parceiro comercial mais importante no âmbito da UE, respondendo por 15,4% das exportações e 32,1% das importações. Fora da UE, os Estados Unidos responderam por 23,2% das exportações e 14,1% das importações em 2010.

## Infraestrutura

### Saúde

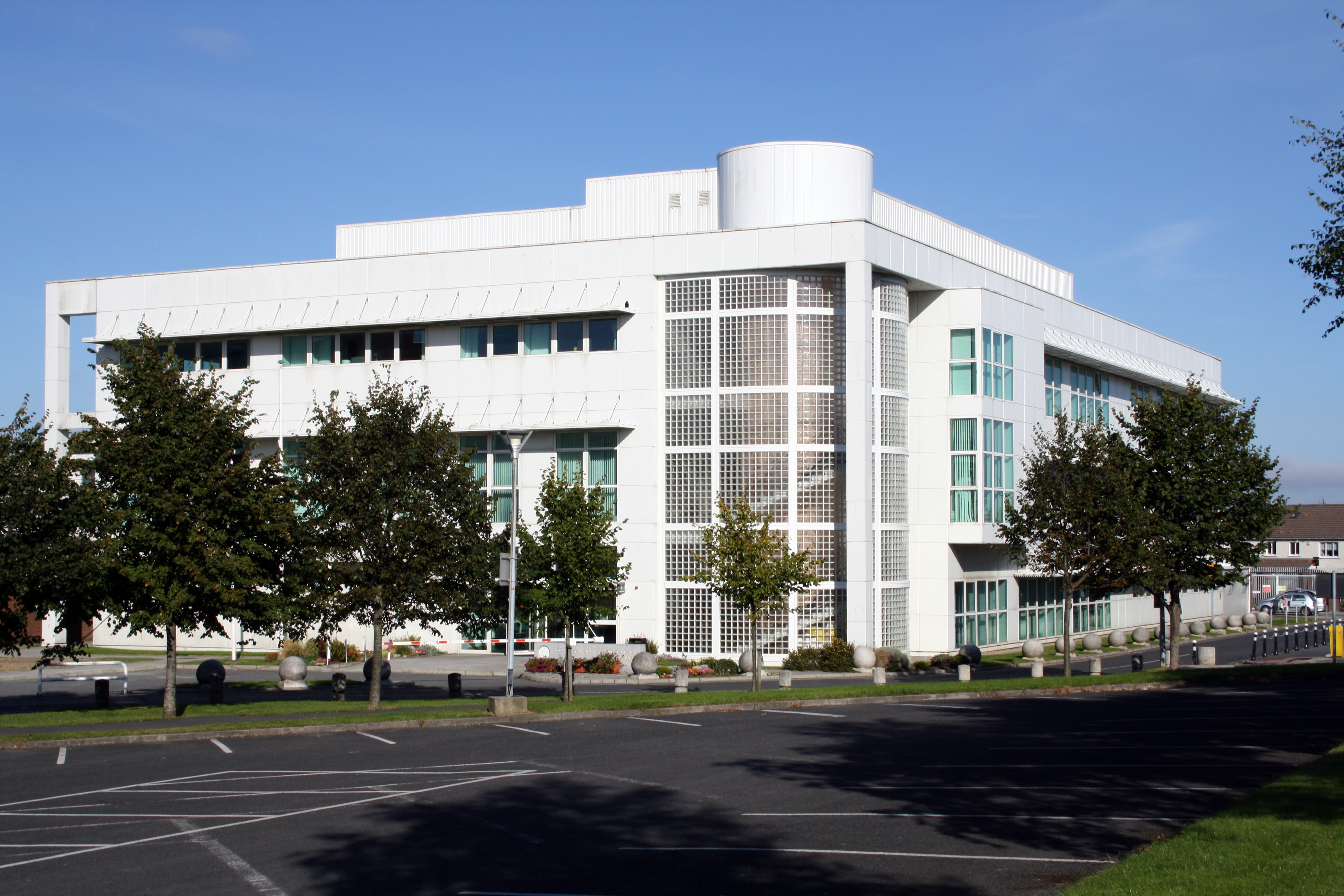
Centro de Pesquisa de Doenças no Hospital Beaumont, em Dublin.

O Ministro da Saúde tem a responsabilidade de definir a política geral do serviço de saúde. Toda pessoa física residente na Irlanda tem o direito de receber cuidados de saúde através do sistema público de saúde, que é gerido pelo Serviço Executivo de Saúde e financiado por impostos gerais. Uma pessoa pode ser obrigada a pagar uma taxa subsidiada pela assistência médica recebida, o que depende de fatores como renda, idade, tipo de doença ou incapacidade. Todos os serviços de maternidade são fornecidos gratuitamente para crianças com idade de até 6 meses. Cuidados de emergência são fornecidos gratuitamente para qualquer pessoa admitida através dos serviços de urgência. No entanto, aos visitantes dos departamentos de Acidente e Emergência, em situações não emergenciais que não são referidas pelo médico da família, pode incorrer uma taxa de € 100. Em algumas circunstâncias essa taxa não é paga ou pode ser dispensada.
Qualquer pessoa que tenha um Cartão Europeu de Seguro de Doença tem o direito de livre manutenção e tratamento em leitos públicos no sistema público de saúde e em hospitais privados. Serviços ambulatoriais também são fornecidas gratuitamente. No entanto, a maioria dos pacientes com renda média ou acima são obrigados a pagar as despesas hospitalares subsidiadas. Os seguros privados de saúde estão disponíveis à população para aqueles que querem usar esse tipo de serviço. A expectativa de vida na Irlanda é 79,2 anos, sendo 76,8 anos para os homens e 81,6 anos para as mulheres. O país tem a maior taxa de natalidade na União Europeia (16,8 nascimentos por 1 000 habitantes, contra uma média europeia de 10,7) e uma taxa de mortalidade infantil muito baixa (3,5 por 1 000 nascidos vivos).

### Educação

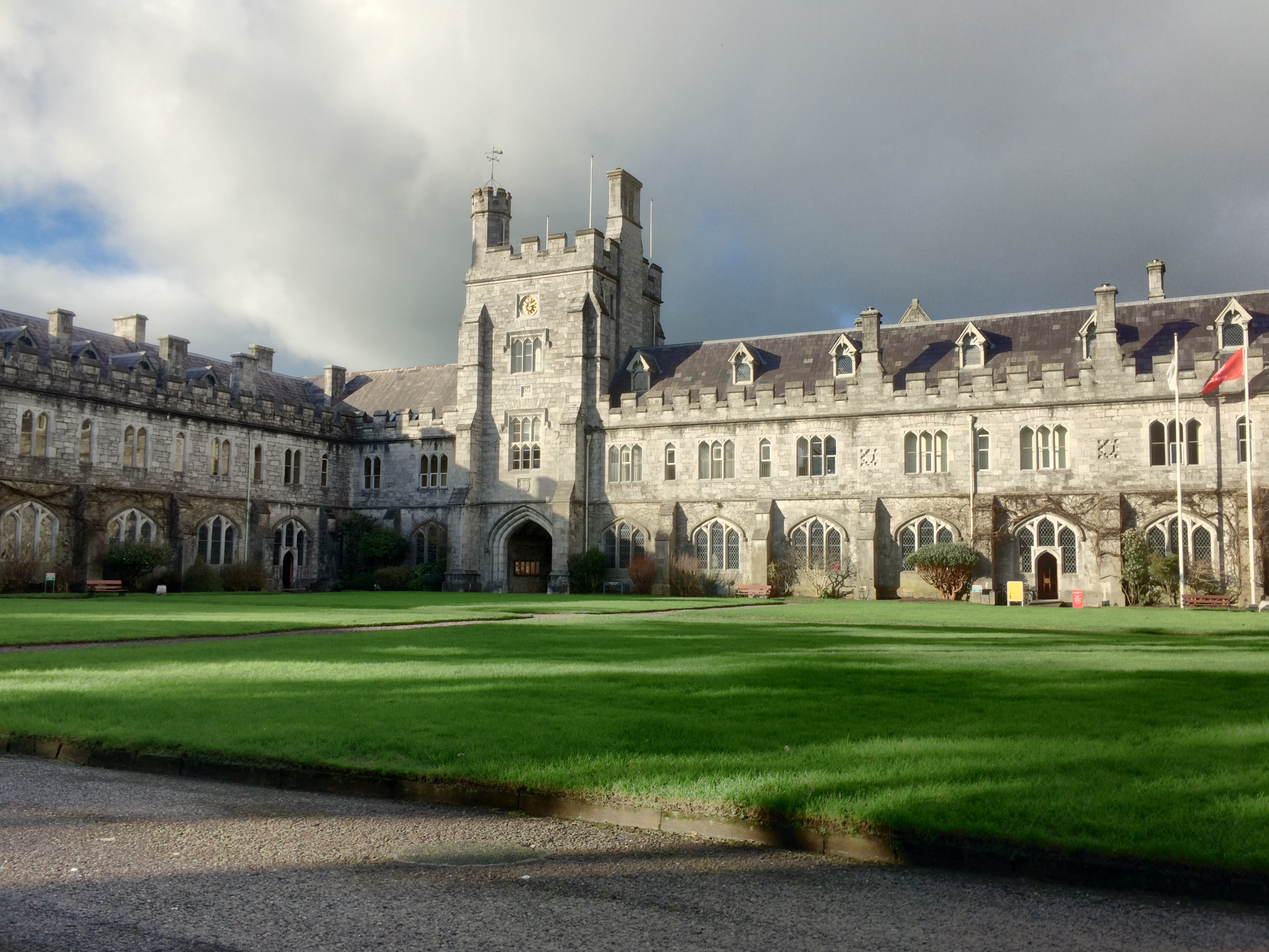
A University College Cork foi fundada em 1845 e é uma universidade constituinte da Universidade Nacional da Irlanda.

A Irlanda tem três níveis de ensino: primário, secundário e superior. Os sistemas de ensino estão, em grande parte, sob a orientação do governo através do Ministro da Educação e Habilidades. Escolas primárias e secundárias reconhecidas devem aderir ao currículo estabelecido pelos órgãos competentes. O ensino é obrigatório entre as idades de 6 e 15 anos e todas as crianças até a idade de 18 anos devem completar os três primeiros anos do ensino secundário, incluindo uma sessão do exame de Certificado Júnior. Há aproximadamente 3 300 escolas primárias na Irlanda. A grande maioria (92%) estão sob o patrocínio da Igreja Católica. As escolas mantidas por organizações religiosas, mas que recebem dinheiro público e reconhecimento, não podem discriminar alunos com base na religião ou a ausência dela. Existe um sistema sancionado de preferência, onde os alunos de uma determinada religião podem ser aceitos diante daqueles que não compartilham os princípios da escola, num caso em que a cota de uma escola já foi atingida. No ensino superior, cerca de 37% da população da Irlanda tem uma graduação, índice que está entre os maiores percentuais no mundo.
O Leaving Certificate, que é aplicado após dois anos de estudo, é o exame final do sistema de ensino secundário. Aqueles que pretendem prosseguir para o ensino superior, normalmente fazem este exame, com acesso a cursos de terceiro nível, geralmente dependendo dos resultados obtidos a partir das seis melhores disciplinas cursadas, numa base competitiva. Prêmios de terceiro nível de educação são conferidos por mais de 38 instituições de ensino superior, incluindo a University College Dublin', a Universidade de Dublin, o Instituto de Tecnologia de Dublin, a Universidade Nacional da Irlanda, o Instituto de Tecnologia de Cork, o Instituto de Tecnologia de Waterford e a Universidade de Limerick. Estas são as autoridades que conferem o grau de aprovação pelo governo e podem conceder prêmios em todos os níveis acadêmicos. O Programa Internacional de Avaliação de Alunos (PISA), coordenado pela Organização para a Cooperação e Desenvolvimento Econômico (OCDE), atualmente classifica a educação da Irlanda como a 20ª melhor do mundo entre os países participantes em áreas como ciência, sendo significativamente maior do que a média da OCDE. Em 2006, os estudantes irlandeses com quinze anos tiveram o segundo maior nível de literacia em leitura na União Europeia. Os níveis de ensino primário, secundário e superior são todos gratuitos na Irlanda para todos os cidadãos da União Europeia.

### Transportes

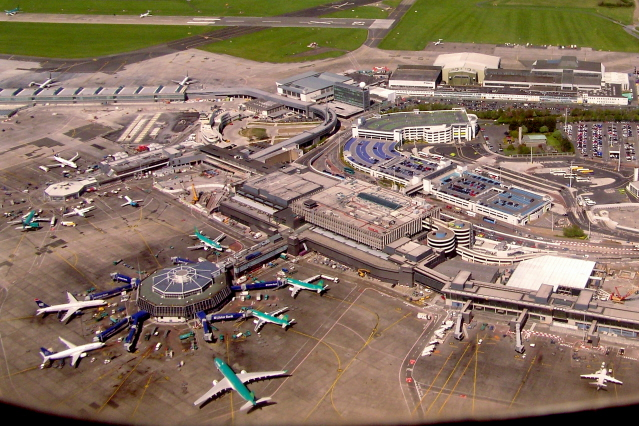
Vista aérea do Aeroporto de Dublin.

Os três principais aeroportos internacionais da República da Irlanda são Dublin, Shannon e Cork, que servem muitas rotas europeias e intercontinentais com voos regulares e fretados. A rota Londres-Dublin é a rota aérea internacional mais movimentada da Europa, sendo que 4,5 milhões de pessoas voaram entre as duas cidades em 2006. A Aer Lingus é a companhia aérea de bandeira irlandesa, embora a Ryanair seja a maior companhia aérea do país. A Ryanair é a maior companhia aérea de baixo custo da Europa, a segunda maior em termos de número de passageiros e a maior do mundo em termos de número de passageiros internacionais.
Os serviços de transporte ferroviário são fornecidos pela Iarnród Éireann, que opera todos os serviços ferroviários suburbanos intermunicipais internos e de mercadorias no país. Dublin é o centro da rede com duas estações principais, as estações Heuston e Connolly, que liga a cidades às principais cidades do país. Auto-estradas, estradas nacionais primárias e secundárias são geridas pela Autoridade Nacional de Estradas, enquanto estradas regionais e locais são geridas pelas autoridades locais em cada uma das suas respectivas áreas. A rede rodoviária é focada principalmente na capital, Dublin, mas auto-estradas estão atualmente a serem ampliadas a outras cidades, como parte do programa de investimento Transporte 21, que pretende expandir significativamente e melhorar a rede de transportes da Irlanda no período entre 2006 e 2015. Por fim, na Irlanda também há serviço de transporte marítimo via balsas oferecido pela Irish Ferries, que conecta o país ao Reino Unido e à França.

## Cultura

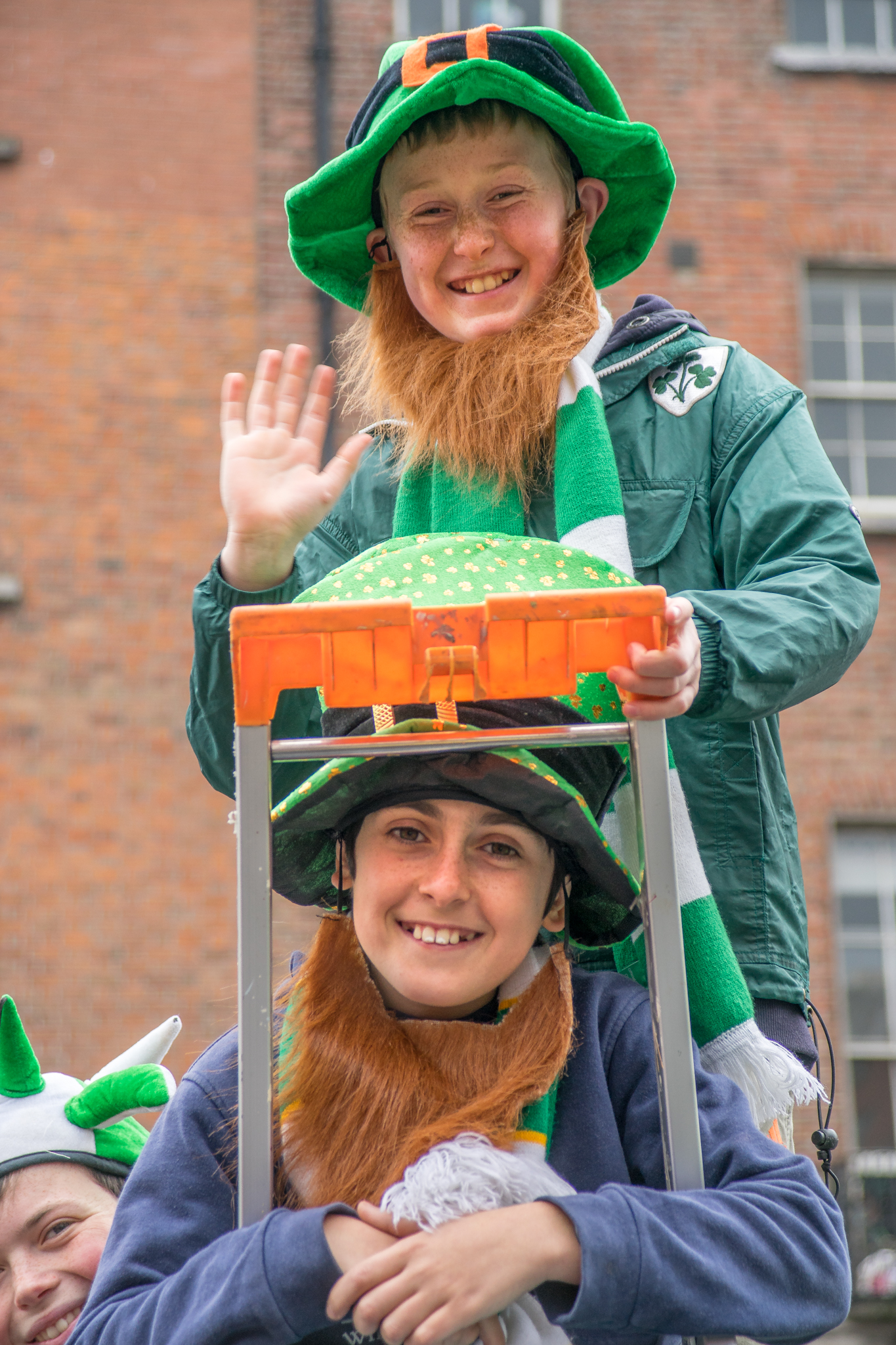
Comemoração do Dia de São Patrício em Dublin.

Na cultura irlandesa, destacam-se os escritores Jonathan Swift, Oscar Wilde e James Joyce, para além dos quatro Nobel da Literatura: George Bernard Shaw, W. B. Yeats, Samuel Beckett e Seamus Heaney. Apenas um irlandês ganhou o Nobel da Física, por Ernest Walton, em 1951. Para além desses, também deram contributo William Thompson, importante naturalista, e William Rowan Hamilton, foi um renomado físico e matemático do século XIX. Uma das mais lotadas áreas de Dublin é o chamado Temple Bar (a antiga área onde é possível encontrar pessoas de todo o mundo) ou em locais diversos como a moderna Thunder Road Cafe. Na dança destaca-se o Riverdance. O primeiro médico com título nobiliárquico, Sir Hans Sloane, foi um médico irlandês cujo hobby era a botânica e cuja colecção é o núcleo do Museu Britânico. O dia nacional é a 17 de março para homenagear o padroeiro da Irlanda: São Patrício, que promoveu o Cristianismo na ilha. Diz-se que expulsou as cobras de todas as partes do território. A harpa, que aparece na crista da província de Leinster e o trevo de três folhas, também são identificados como símbolos da Irlanda. O trevo de três folhas é um símbolo do país, porque é dito que São Patrício o utilizou para explicar a Santíssima Trindade. A cor verde também é a cor mais associada à Irlanda, e está presente na bandeira nacional representando os cristãos da Irlanda.
O verdadeiro amor e amizade são selados com o Claddagh Ring. Este anel místico tem a sua origem há 300 anos numa antiga aldeia de pescadores em Claddagh, nos arredores da cidade de Galway, na costa oeste da Irlanda. O anel é entregue como um símbolo de amizade ou como anel de noivado. O dia 26 de dezembro é celebrado com dia de Santo Estevão. A 1 de fevereiro é celebrada a festa céltica Imbolc, a festa da fertilidade da terra e da deusa Brid, a deusa do fogo. Hoje é chamada de festa de Santa Brígida, segundo o padrão do país. Os irlandeses colocam uma imagem de Santa Brígida nos cruzamentos e nas suas casas para evitar incêndios. Outras celebrações pré-cristãs mantêm os seus nomes pagãos em irlandês e são hoje nomes de alguns dos meses do ano: Bealtaine (Maio), comemora o início do Verão, Moon (Agosto) a festa da colheita e Samhain (Novembro), a festa dos mortos e do novo ano. Este último, à semelhança da festa de Todos os Santos. Uma parte da mitologia do povo irlandês na narração arturiana com a princesa irlandesa Isolda de Irlanda (também conhecida como Isolda, a Justa e Isolda, a Bela), filha de Augusto e Isolda, a Rainha Mãe. É uma das principais personagens do poema Tristão de Béroul, Thomas da Grã-Bretanha e Gottfried von Strassburg. Outra das lendas da mitologia da ilha é constituída pelo místico Leprechaun, um rico e sábio duende que caso seja apanhado, ele doa o seu ouro para ser libertado.

### Literatura

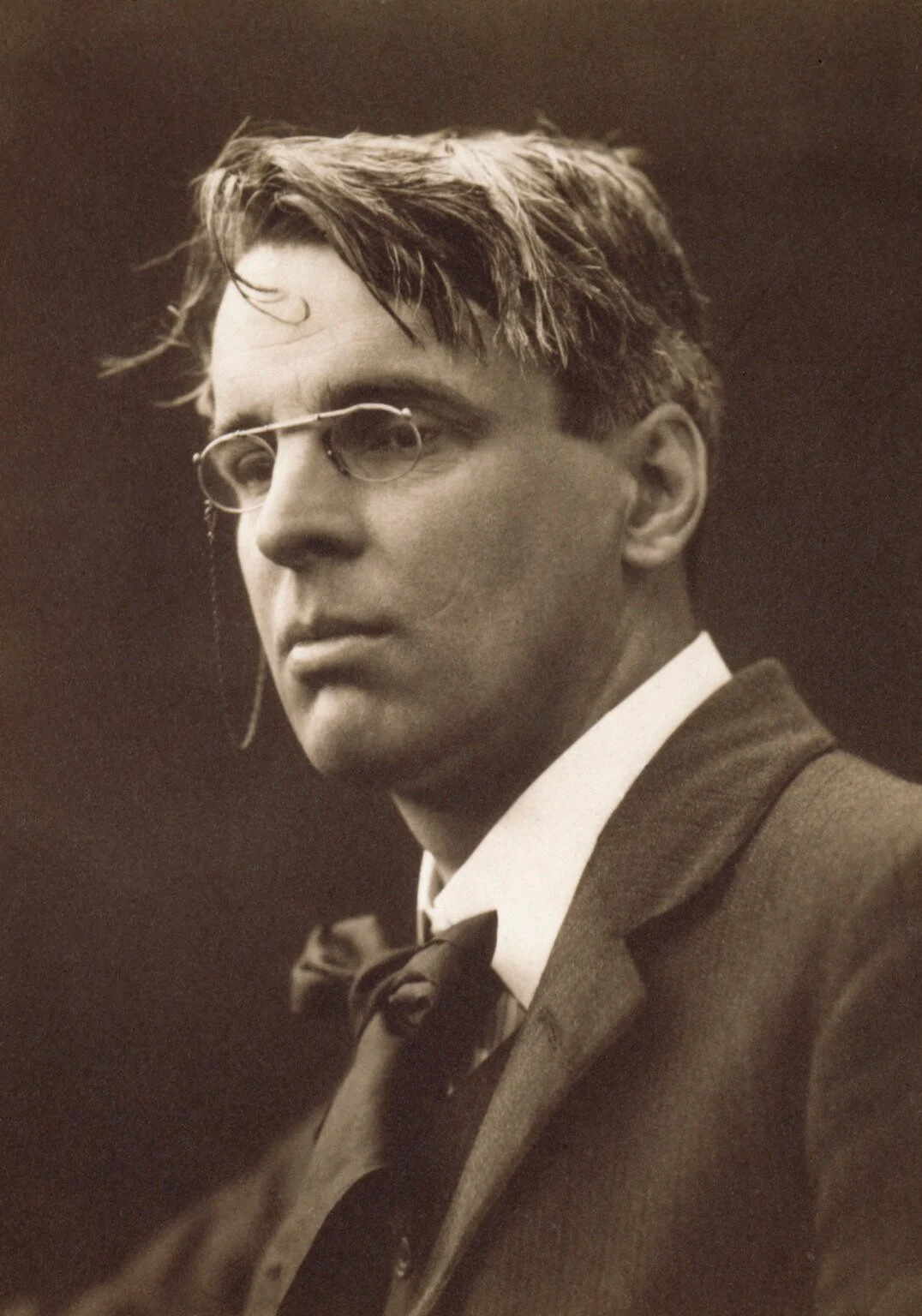
William Butler Yeats.

A Irlanda é famosa pelo Book of Kells, também conhecido como o Grande Evangelho de São Columba, que é um manuscrito ilustrado com motivos decorativos, feito por monges célticos até ao ano de 800. A principal peça do cristianismo irlandês e da arte-saxónica irlandesa, é, apesar de estar inacabada, um dos mais sumptuosos manuscritos iluminados que sobreviveram desde a Idade Média. Devido à sua grande beleza e excelente acabamento técnico, este manuscrito é considerado por muitos especialistas como um dos mais importantes vestígios da arte religiosa medieval. Escrito em latim, o Livro de Kells contém quatro Evangelhos do Novo Testamento.
A poesia irlandesa representa a mais antiga poesia vernácula na Europa. Os primeiros exemplos datam do século VI, e são geralmente pequenas obras de poesia lírica, que abordam questões de carácter religioso ou naturalista. Eram muitas vezes compostas por escribas, à margem dos manuscritos iluminados que eles próprios copiaram.
Na Irlanda nasceram escritores como Jonathan Swift, Brendan Behan, Douglas Hyde, Flann O'Brien, Sheridan Le Fanu, Sean O'Casey, George Berkeley, James Joyce, George Bernard Shaw, Richard Brinsley Sheridan, Oliver Goldsmith, Oscar Wilde, Bram Stoker, W. B. Yeats, Samuel Beckett, Seamus Heaney, Herminie T. Kavanagh, Eoin Colfer, C. S. Lewis, Marian Keyes, entre outros.

### Cinema e música

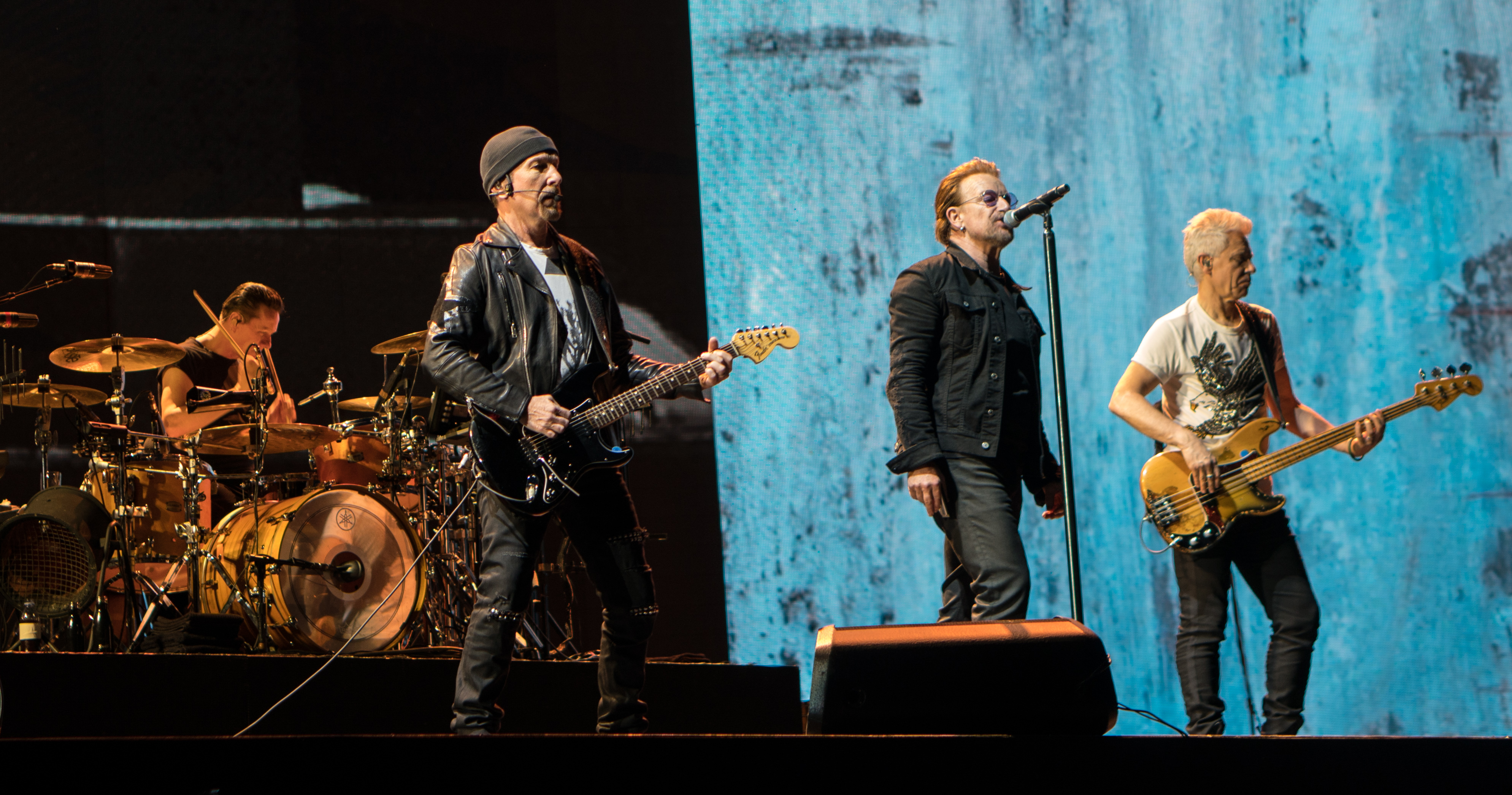
U2, uma das mais famosas bandas irlandesas.

Existem várias figuras internacionais naturais da Irlanda e que têm triunfado no mundo cinematográfico: Maureen O'Hara, Barry Fitzgerald, George Brent, Arthur Shields, Maureen O'Sullivan, Richard Harris, Peter O'Toole, Pierce Brosnan, Gabriel Byrne, Brendan Gleeson, Colm Meaney, Colin Farrell, Jamie Dornan, Brenda Fricker, Jonathan Rhys Meyers, Stuart Townsend, Cillian Murphy, Liam Neeson, Evanna Lynch e Andrew Scott. Outros nomes, como Neil Jordan e Jim Sheridan, também se notabilizaram no mundo do cinema como directores de produção. Vários filmes foram filmados na Irlanda, tais como Braveheart, Excalibur,
P.S. I Love You, El Rey Arturo: La verdadera historia que inspiró la leyenda,
Saving Private Ryan e Ballykissangel. Também filmes relembram a história do país, como Michael Collins baseado na vida do revolucionário irlandês.
Os irlandeses interessam-se muito pela música tradicional irlandesa, mas também para a música do século XX, interpretada por Christy Moore, Pat Ingolsbhy, Shane MacGowan e Sinéad O'Connor. Destaca-se também a banda de rock U2, The Cranberries, The Corrs, Bob Geldof, Gary Moore, Thin Lizzy, Horslips, Rory Gallagher, Westlife, Chris de Burgh, Van Morrison, entre muitos outros. De uma forma mais tradicional, a música interpretada por Enya, The Dubliners, Tara Blaise, The Chieftains e Celtic Woman, entre outros, além de James Galway (flautista clássico). O país venceu 7 vezes o Festival Eurovisão da Canção, detendo o recorde de país com mais vitórias no festival. Johnny Logan, cantor irlandês venceu o festival 2 vezes, sendo o único participante que venceu mais de uma vez.

### Gastronomia

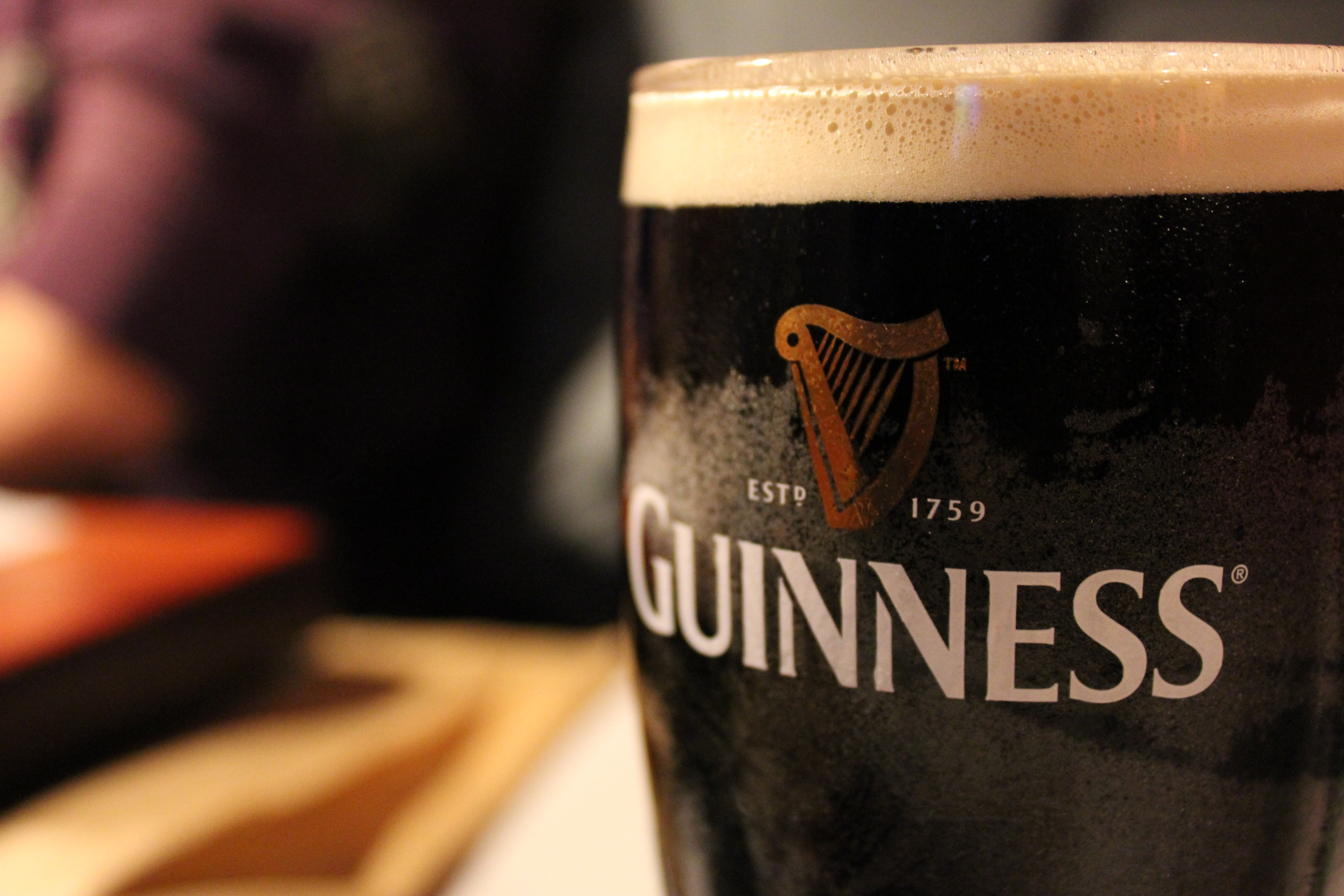
Uma caneca da cerveja Guinness.

Exemplos de alguns pratos típicos da cozinha irlandesa são o guisado irlandês, e também o toucinho com couve (cozidos juntos). O Boxty é um prato tradicional, que consiste num pastel feito de batata. Em Dublin é muito popular o coddle, que é feito com linguiça de porco cozida. A Irlanda é famosa pelo seu pequeno-almoço irlandês, que é servido principalmente com carne de porco e pode incluir batata frita.
Uma das bebidas mais associadas á Irlanda é o Guinness, que é frequentemente servido em pub's, mas também é popular a Smithwicks. Esta é uma tradição irlandesa, de se tomar sidra, para além do Whiskey de malte e do café irlandês. Desde 1974, a Irlanda produz um dos mais famosos licores, o Bailey's Irish Cream, que consiste numa mistura de natas com uísque irlandês, que alcoólicas atingem os 17% de volume.

### Desporto

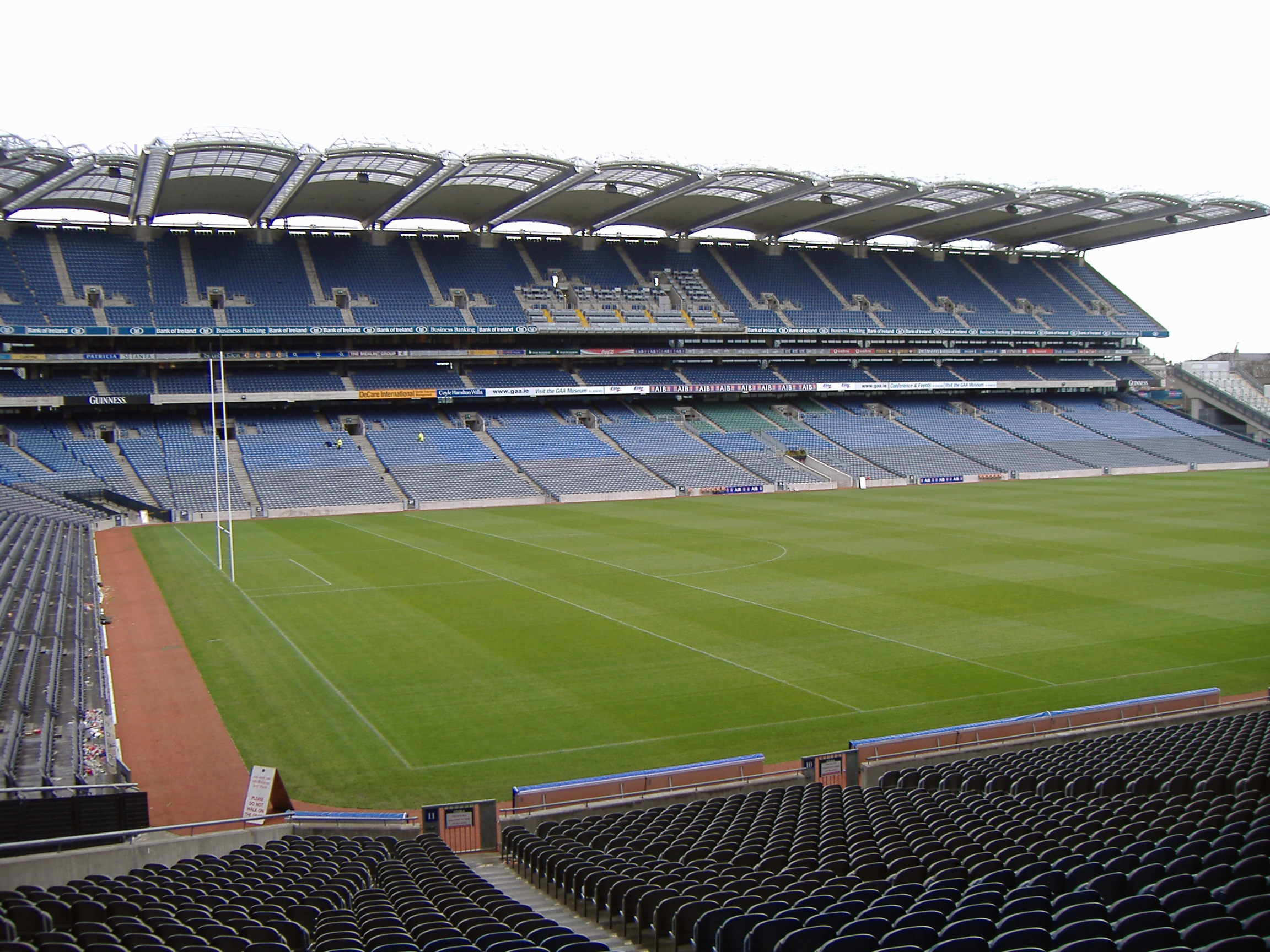
Estádio Croke Park, sede da Associação Atlética Gaélica.

O futebol é um dos desportos mais praticados e com o maior número de adeptos em toda a Irlanda e tem o seu próprio campeonato nacional, o Irish Football League. A Seleção Irlandesa de Futebol classificou-se em três ocasiões no Campeonato Mundial, obtendo o seu melhor resultado em 1990 onde foi eliminado nos quartos-de-final. Também há muitos adeptos de críquete, destacando a presença da equipa nacional na Copa do Mundo de Críquete de 2007 onde passou a primeira fase, eliminando o Paquistão. Outros desportos de alto perfil no país são o futebol gaélico, o hurling ou Camogie, que são parte integrante da Gaelic Athletic Association.
O rugby também é um dos desportos favoritos em que a sua equipa nacional tem conseguido se destacar em prestigiados torneios como o Torneio das Seis Nações. Também notável foi Dave Finlay, famoso lutador da WWE, o antigo campeão mundial de snooker, Ken Doherty, o primeiro campeão dos pesos pesados do boxe, John L. Sullivan, também o campeão do mundo do boxe, Barry McGuigan e Steve Collins ou o primeiro irlandês a vencer a Tour de França, Stephen Roche. Além disso, é de salientar a ex-equipa da Fórmula 1, Jordan Grand Prix, que ganhou várias competições mundiais e a realização do Rally da Irlanda em 2007, que fazia parte do World Rally Championship, com uma afluência de público de aproximadamente 200 000 espectadores.

### Feriados
| Dia                                            | Nome na língua local | Nome na língua portuguesa |
| ---------------------------------------------- | -------------------- | ------------------------- |
| 1 de janeiro                                   | New Year's Day       | Ano Novo                  |
| 17 de março                                    | St. Patrick's Day    | Dia de São Patrício       |
| Festa móvel                                    | Easter Monday        | Segunda-feira de Páscoa   |
| Festa móvel — primeira Segunda-feira de Maio   | May Day              | Dia do Trabalhador        |
| Festa móvel — primeira Segunda-feira de Junho  | June Bank Holiday    | Feriado de Junho          |
| Festa móvel — primeira Segunda-feira de Agosto | August Bank Holiday  | Feriado de Agosto         |
| Festa móvel- última Segunda-feira de Outubro   | October Bank Holiday | Feriado de Outubro        |
| 25 de dezembro                                 | Christmas Day        | Natal                     |
| 26 de dezembro                                 | St. Stephen's Day    | Dia de Santo Estevão      |